# اقتصاد اشتراكي
يشمل علم الاقتصاد الاشتراكي النظريات والممارسات والقواعد الاقتصادية للنظم الاقتصادية الاشتراكية الافتراضية والقائمة.
يتميز النظام الاقتصادي الاشتراكي بالملكية الاجتماعية وتشغيل وسائل الإنتاج التي قد تأخذ شكل تعاونيات مستقلة أو ملكية عامة مباشرة حيث يتم الإنتاج مباشرة للاستخدام.
الأنظمة الاشتراكية التي تستخدم الأسواق لتخصيص المدخلات والسلع الرأسمالية بين الوحدات الاقتصادية هي اشتراكية السوق. عند استخدام التخطيط، يتم تعيين النظام الاقتصادي كاقتصاد اشتراكي مخطط. عادة ما تتضمن أشكال الاشتراكية غير السوقية نظامًا للمحاسبة يعتمد على الحساب العيني لتقييم الموارد والسلع.
يمكن تطبيق مصطلح «الاقتصاد الاشتراكي» أيضًا على تحليل النظم الاقتصادية السابقة والحالية التي تم تنفيذها في الدول الاشتراكية، كما هو الحال في أعمال الاقتصادي الهنغاري يانوس كورني.
ارتبط الاقتصاد الاشتراكي بمدارس مختلفة للفكر الاقتصادي. وفر الاقتصاد الماركسي الأساس للاشتراكية القائمة على تحليل الرأسمالية، في حين أن الاقتصاد الكلاسيكي والاقتصاد التطوري قدموا نماذج شاملة للاشتراكية. خلال القرن العشرين، كانت المقترحات والنماذج لكل من الاقتصادات المخطط لها والاشتراكية السوقية تعتمد بشكل كبير على الاقتصاد الكلاسيكي الجديد أو دمج للاقتصاديات الكلاسيكية الجديدة مع الاقتصاد الماركسي أو الاقتصاد المؤسسي.

## تاريخ الفكر الاقتصادي الاشتراكي
يعتقد كارل ماركس وفريدريك إنجلز أن المجتمعات المعتمدة على الصيد وبعض المجتمعات الزراعية البدائية مجتمعية، وتسمى هذه الشيوعية البدائية. كتب إنجلز حول هذا الموضوع بإسهاب في كتاب أصل الأسرة والملكية الخاصة والدولة، والذي استند إلى ملاحظات ماركس غير المنشورة عن أعمال لويس هنري مورغان.
قيم الاشتراكية لها جذور في المؤسسات ما قبل الرأسمالية مثل المجتمعات الدينية، كالالتزامات المتبادلة والجمعيات الخيرية في العصور الوسطى.
يعكس تطور النظرية الاشتراكية في المقام الأول التغييرات الهائلة الناجمة عن تفكك الإقطاع وظهور العلاقات الاجتماعية الرأسمالية. من هنا فإن الاشتراكية تُعتبر عادةً حركة تنتمي إلى العصر الحديث وقد اعتبر العديد من الاشتراكيين أن مناصرتهم هي الحفاظ وتوسيع الأفكار الإنسانية الراديكالية المعبر عنها في عقيدة التنوير مثل خطاب جان جاك روسو حول عدم المساواة أو حدود ويلهيلم فون همبولت للعمل الحكومي أو دفاع إيمانويل كانط الدؤوب عن الثورة الفرنسية.
ظهرت الرأسمالية في شكلها الناضج نتيجة للمشاكل التي ظهرت عندما تم العمل من أجل نظام تصنيع في المعامل يتطلب استثمارًا طويل الأمد ويتطلب مخاطر مٌقابلة ضمن الإطار التجاري الدولي وهذا ما كان الأكثر إلحاحاً من الناحية التاريخية لهذا النظام
ووفقًا للحساب الكلاسيكي للمؤرخ الاقتصادي الاشتراكي كارل بولاني فإن التحول القوي للأرض والمال وخاصة العمالة إلى سلع لتخصيصها من قبل آلية السوق المستقلة كان تمزقًا غريبًا وغير إنساني للنسيج الاجتماعي الموجود مسبقًا كما رأى ماركس العملية في ضوء مماثل مشيرًا إليها كجزء من عملية «التراكم البدائي» حيث يتم تجميع رأس المال الأولي الكافي لبدء الإنتاج الرأسمالي.
أثار الاضطراب الذي وصفه بولاني وآخرون حركات مضادة طبيعية في الجهود المبذولة لإعادة دمج الاقتصاد في المجتمع، هذه الحركات المضادة التي شملت على سبيل المثال: تمردات لوديت، هي الحركات الاشتراكية الأولية، بمرور الوقت، ولدت هذه الحركات أو اكتسبت مجموعة من المدافعين الفكريين الذين حاولوا تطوير أفكارهم نظريًا وقد كانت هذه الحركات المضادة ردّة الفعل في معظمها، وبالتالي ليست حركات اشتراكية كاملة.
لم تذهب بعض المطالب إلى أبعد من مجرد الرغبة في التخفيف من الجوانب السلبية للسوق الرأسمالية، في وقت لاحق تم تطوير برنامج اشتراكي كامل، يدافع عن التحول المنهجي. يعتقد منظروه أنه حتى لو كان من الممكن ترويض الأسواق والممتلكات الخاصة لكي لا تكون «مستغِلة» بشكل مفرط، أو يمكن تخفيف الأزمات بشكل فعال، فإن العلاقات الاجتماعية الرأسمالية ستظل غير عادلة ومناهضة للديمقراطية، وتقمع الاحتياجات الإنسانية العالمية للوفاء والتمكين والعمل الإبداعي والتنوع والتضامن.
منذ ذلك الوقت مرت الاشتراكية بأربع فترات: الأولى في القرن التاسع عشر كانت فترة من الرؤى الطوباوية (1780 - 1850)؛ ثم حدث صعود الحركات الاشتراكية والشيوعية الثورية في القرن التاسع عشر كمعارضة أساسية لظهور الشركات والتصنيع (1830-1916)؛ ثم تم استقطاب الاشتراكية حول مسألة الاتحاد السوفيتي، وثم تم اعتماد سياسات ديمقراطية اشتراكية أو اجتماعية ردا على ذلك (1916-1989)؛ واستجابت الاشتراكية في العصر الليبرالي الجديد بعد عام 1990 للتطور ومع تطورها تطور نظام الاقتصاد الاشتراكي.

### الاشتراكية الطوباوية
بدأت صياغة النظريات التي تحمل مصطلح «الاشتراكية» في أواخر القرن الثامن عشر وقد تم تسمية مصطلح «الاشتراكية» في أوائل القرن التاسع عشر واستندت المعتقدات المركزية للاشتراكية في هذه الفترة إلى استغلال أولئك الذين عمِلوا من قِبل أولئك الذين امتلكوا رأس المال أو استأجروا الأرض والسكن. كان البؤس الشديد والفقر والمرض الذي بدت الطبقات العمالية متجهة إليه هو مصدر إلهام لسلسلة من مدارس الفكر التي جادلت بأن الحياة تحت فئة من السادة أو «الرأسماليين» كما أصبحوا يسمون آنذاك ستتكون من عمل الطبقات التي يجري دفعها إلى أجور الكفاف ووقد وجدت الأفكار الاشتراكية تعبيرًا في الحركات الطوباوية التي غالبًا ما شكلت مجتمعات زراعية تهدف إلى تحقيق الاكتفاء الذاتي على الأرض وشملت حركات دينية كثيرة، مثل الاشتراكية المسيحية من الهزازات في أمريكا والهوتريين. الكيبوتسات الصهيونية وبلديات الثقافة المضادة هي أيضًا مظاهر للأفكار الاشتراكية الطوباوية.
لم تقدم الاشتراكية الطوباوية الكثير من الناحية النظرية المنهجية للظواهر الاقتصادية لكن من الناحية النظرية تم حل المشاكل الاقتصادية بواسطة مجتمع طوباوي تجاوز الندرة المادية في الممارسة العملية.

### الاشتراكية والاقتصاد الكلاسيكي
تأثرت نظريات الاقتصاد الاشتراكي الأولى بشكل كبير بالنظرية الاقتصادية الكلاسيكية، بما في ذلك ما قدمه آدم سميث وروبرت مالتوس وديفيد ريكاردو، عند سميث هناك مفهوم للسلعة العامة التي لا يوفرها السوق والتحليل الطبقي والاهتمام بالجوانب اللاإنسانية لنظام المصنع ومفهوم الإيجار على أنه غير منتج، جادل ريكاردو بأن فئة التأجير كانت طفيلية وشكل احتمال وجود تخمة عامة ‏ وتراكم لرأس المال بشكل مفرط لإنتاج سلع للبيع بدلاً من استخدامها أساسًا لانتقاد متزايد لمفهوم أن الأسواق الحرة ذات المنافسة ستكون كافية لمنع حدوث كوارث في الاقتصاد، وما إذا كانت الحاجة إلى التوسع ستؤدي حتما إلى الحرب.

### الاقتصاد الاشتراكي قبل ماركس

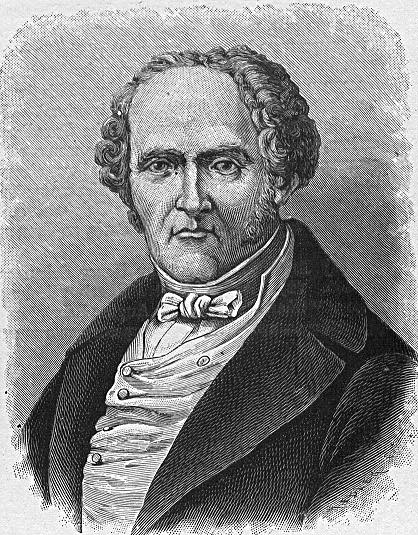
تشارلز فورييه

كان بيير جوزيف برودون منظر الاشتراكيين الأوائل للاقتصاد السياسي وكان أكثر شهرة في القرن التاسع عشر والمفكر الأول وكان بعض المفكرين التكنوقراط مثل هنري دي سان سيمون، والمتطرفين الزراعيين مثل توماس سبنس ‏، ويليام أوجيلفي، وويليام كوبيت مناهضون للرأسمالية كما كان هناك اشتراكيون مناهضون للسوق مثل جون جراي وجون فرانسيس براي؛ المسيحي المتبادل ويليام باتشيلدر غرين؛ وكذلك منظري الحركة الشارتية وأنصار النقابة الأوائل.
قال الدعاة الأوائل للاشتراكية بمبادئ التسوية الاجتماعية من أجل خلق مجتمع يتمتع بخبرة كبيرة أو مجتمع «تكنوقراط» يقوم على المواهب الفردية. كان الكونت هنري دي سان سيمون أول فرد صاغ مصطلح «الاشتراكية». لقد كان سانت سيمون مفتونًا بالإمكانات الهائلة للعلم والتكنولوجيا مما دفعه إلى الدعوة إلى مجتمع اشتراكي من شأنه القضاء على الجوانب غير المنضبطة للرأسمالية والتي ستستند إلى تكافؤ الفرص ودافع عن مجتمع تم فيه تصنيف كل شخص وفقًا لقدراته ومكافأته وفقًا لعمله وقد ترافق ذلك مع الرغبة في تنفيذ اقتصاد منظم بشكل منطقي يعتمد على التخطيط وتوجه نحو تقدم علمي ومادي واسع النطاق، والذي يجسد الرغبة في اقتصاد شبه مخطط.
تأثر المفكرون الاشتراكيون الآخرون الأوائل بالاقتصاديين الكلاسيكيين مثل توماس هودكسين وكارلس هيل إضافة لعمل ديفيد رتشرد وأن السبب في قيمة توازن السلع تقارب أسعار المُنتِجين عندما كانت تلك السلع في عرض مرن، وأن أسعار المنتجين تتوافق مع العمالة المجسدة،
نظر الاشتراكيو ريتشاردن إلى الربح والفائدة والإيجار كخصومات من هذه القيمة التبادلية.

### كارل ماركس ورأس المال

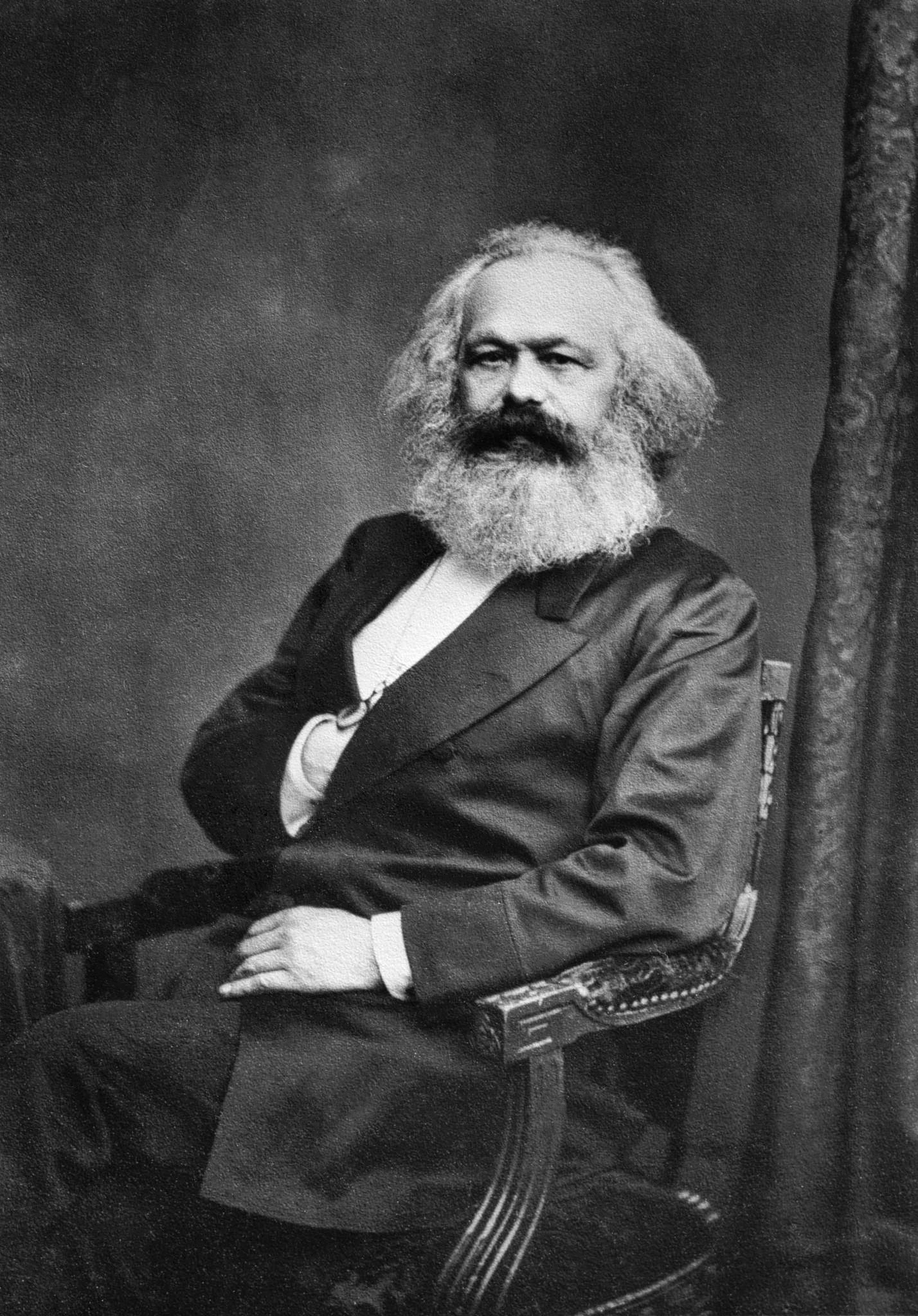
كارل ماركس

استخدم كارل ماركس تحليلًا منهجيًا في محاولة لتوضيح قوانين الحركة المتناقضة للرأسمالية، وكذلك لفضح الآليات المحددة التي تستغلها. قام بتعديل النظريات الاقتصادية السياسية الكلاسيكية بشكل جذري، قام ماركس بتحويل نظرية القيمة العمالية، التي عمل عليها آدم سميث وديفيد ريكاردو، إلى «قانون القيمة» الخاص به، واستخدمها لغرض الكشف عن كيف أن غموض السلع يحجب حقيقة المجتمع الرأسمالي.
أطلق فريدريك إنجلز على منهج كارل ماركس اسم «الاشتراكية العلمية»، وهي نقطة الانطلاق في النظرية الاقتصادية. في اتجاه رفض النظام الرأسمالي باعتباره معاديًا للمجتمع بشكل أساسي، بحجة أنه لا يمكن تسخيره مطلقًا لتحقيق التنمية الكاملة للإمكانيات البشرية بفعالية حيث «التنمية الحرة لكل لا تحقق شرط التنمية للجميع». .
كتاب راس المال هو عمل غير مكتمل للنظرية الاقتصادية. كان قد خطط لأربعة مجلدات لكنه أكمل اثنين وترك مساعده إنجلز لإكمال المجلد الثالث في نواح كثيرة، تم تصميم العمل وفقًا لـ كتاب أدم سميث ثروة الأمم، حيث يسعى ماركس في رأس المال إلى أن يكون وصفًا منطقيًا شاملاً للإنتاج والاستهلاك والتمويل فيما يتعلق بالأخلاق والدولة ويشمل الفلسفة والأنثروبولوجيا وعلم الاجتماع والاقتصاد ويركز على الموضوعات التالية: 

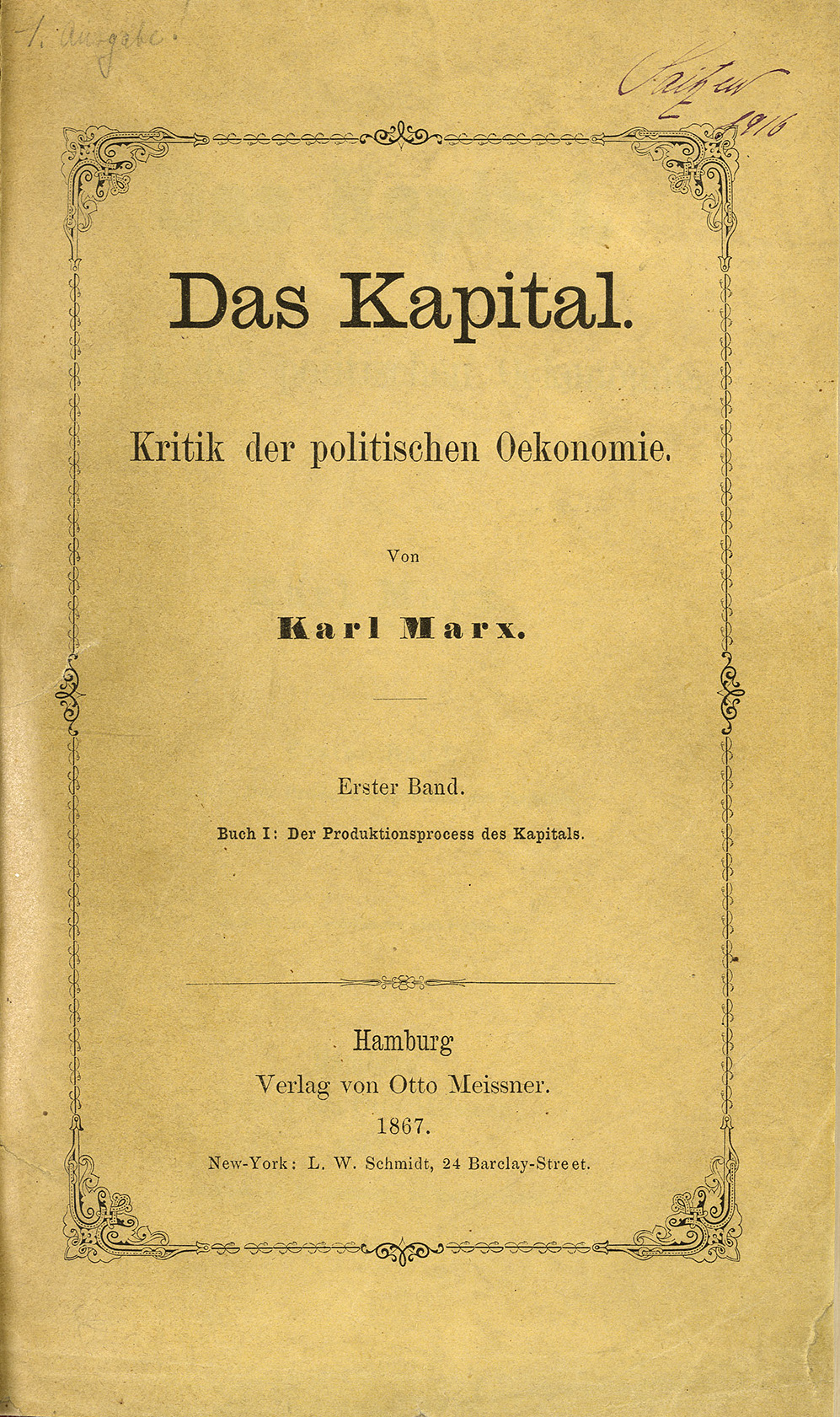
غلاف كتاب رأس المال بالطبعة الألمانية 1867

- قانون القيمة: الإنتاج الرأسمالي هو إنتاج «عدد هائل من السلع» أو إنتاج السلع المعمم. للسلعة صفتان أساسيتان أولاً، إنها مفيدة، إنها تلبي بعض الاحتياجات الإنسانية، «طبيعة مثل هذه الرغبات، سواء كانت تخرج من المعدة أو من نزوة،»[18] وثانياً تباع في السوق أو يمكن أن تخضع للتبادل. من الأهمية أن تكون قيمة التبادل للسلعة «مستقلة عن حجم العمالة المطلوبة لتناسب خصائصها المفيدة».[18] تعتمد السلعة على كمية العمل الضروري اللازمة لإنتاجها. يتم بيع جميع السلع بقيمتها، وبالتالي فإن أصل الربح الرأسمالي ليس في الغش أو السرقة، ولكن في حقيقة أن تكلفة إعادة إنتاج قوة العمل، أو أجر العامل، أقل من قيمة السلعة، وهكذا يتمكن الرأسماليين من تحقيق فائض القيمة أو الربح على استثماراتهم.
- علاقات الملكية التاريخية: تمثل الرأسمالية التاريخية عملية من الاضطرابات الاجتماعية الهائلة حيث تم فصل سكان المناطق الزراعية عن الأرض وملكية وسائل الإنتاج بالقوة والحرمان والتلاعب القانوني، وخلق البروليتاريا الحضرية القائمة على مؤسسة العمل المأجور. علاوة على ذلك، أدت العلاقات الملكية الرأسمالية إلى تفاقم الانفصال المصطنع بين المدينة والريف، وهو عامل رئيسي في حساب الفجوة بين البشر في الرأسمالية وبيئتهم الطبيعية، والتي تشكل أساس معضلاتنا في البيئية الحالية.[19]
- الشهوة لإنتاج السلع الأساسية: قام ماركس بتكييف نظرية القيمة السابقة لإظهار أنه في ظواهر الرأسمالية التي تنطوي على نظام السعر (الأسواق والمنافسة والعرض والطلب) تتشكل أيديولوجية قوية تحجب العلاقات الاجتماعية الأساسية للمجتمع الرأسمالي، «صنم السِلع» يشير هذا المصطلح إلى الواقع الاجتماعي الأساسي وهو حقيقة الاستغلال الاقتصادي.
- الاستغلال الاقتصادي: العمال هم المصدر الإبداعي الأساسي للقيمة الجديدة لكنالعلاقات الملكية التي تمنح حق الانتفاع والسيطرة الاستبدادية على مكان العمل للرأسماليين هي الأجهزة التي يتم من خلالها الاستيلاء على القيمة الزائدة الناتجة عن العمال من قبل الرأسماليين.
- تراكم رأس المال: الملازم للرأسمالية هو الدافع المستمر للتراكم كرد فعل للقوى التنافسية التي تؤثر على جميع الرأسماليين من هنا تستمد الثروة المتراكمة التي هي مصدر القوة الاجتماعية للرأسمالية نفسها من القدرة على تكرار دائرة «المال ــــــ السلعة ـــــــــ المال»، حيث يتلقى الرأسمالي زيادة أو «قيمة فائضة» أعلى من استثماره الأولي بسرعة وكفاءة عالية إضافة إلى أن هذه القيادة الحتمية تقود الرأسمالية إلى توسعها على نطاق عالمي.
- الأزمات: حدد ماركس حواجز طبيعية ومحددة تاريخياً (أي هيكلية) لتراكم السلع، حواجز مترابطة ومتداخلة فيما بينها في أوقات الأزمات، أنواع مختلفة من الأزمات، مثل أزمات الإدراك وأزمات الإنتاج المفرط، هذه الأزمات تُعبر عن عجز الرأسمالية عن التغلب على هذه الحواجز بشكل بناء، اضاة إلى أنّ نتيجة الأزمات تتمثل في زيادة المركزية، ونزع ملكية العديد من الرأسماليين من قبل القلة.
- المركزية: قوة التفاعل التنافسية، والأزمات المستوطنة، والتوسع المكثف والواسع النطاق لحجم الإنتاج، والاعتماد المتبادل والمتزايد مع جهاز الدولة، جميع هذه القضايا تعمل على تعزيز الميل التنموي القوي نحو مركزية رأس المال.
- تطور المواد: نتيجة لسعي الرأسماية المستمر لتحسين الربحية من خلال زيادة الإنتاجية في العمل، يتم العمل من أجل إحداث ثورة في التكنولوجيا وأساليب الإنتاج، تتطور الرأسمالية لتقلل تدريجياً من الحاجة الموضوعية للعمل، مما يشير إلى إمكانية عصر جديد من الإبداع أفي شكال العمل.
- التنشئة الاجتماعية والشروط المسبقة للثورة: من خلال التنشئة الاجتماعية للعمل، وتركيز العمال في المناطق الحضرية في عمليات الإنتاج على نطاق واسع وربطهم في السوق العالمية، يتم إنشاء عوامل التغيير الثوري المحتمل هكذا شعر ماركس أن رأسمالية التنمية كانت في نفس الوقت تقوم بتطوير الشروط المسبقة لإنكارها لكن على الرغم من أن الظروف الرأسمالية للتغيير يولدها النظام الرأسمالي نفسه، فإن الظروف الذاتية للثورة الاجتماعية لا يمكن أن تتحقق إلا من خلال إدراك الظروف الموضوعية للعاملين أنفسهم وتحويل هذا الفهم إلى برنامج ثوري فعال.[20]

### الاقتصاد اللاسلطوي
الاقتصاد اللاسلطوي هو مجموعة من النظريات والممارسات الاقتصادية والنشاط الاقتصادي في الفلسفة السياسية من الفوضوية.
كان بيير جوزيف برودون مشاركاً مع المتبادلين ليون ثم تبنى لاحقًا اسمًا لوصف تعاليمه. التبادلية التي هي مدرسة فكرية أناركية تنبع من كتابات بيير جوزيف برودون، وقد تصور مجتمعًا يمكن فيه لكل شخص امتلاك وسائل الإنتاج، سواء بشكل فردي أو جماعي، مع التجارة التي تمثل كميات معادلة من العمالة في السوق الحرة.
جزء لا يتجزأ من المخطط هو إنشاء بنك للائتمان المشترك من شأنه أن يقرض المنتجين ويقلل سعر الفائدة، وهو يكفي لتغطية نفاقات الإدارة. وتستند التبادلية إلى نظرية العمل للقيمة التي تنص على أنه عندما يتم بيع العمل أو منتجه، في مقابل ذلك، يجب أن يتلقى السلع أو الخدمات التي تجسد «مقدار العمل الضروري لإنتاج مادة ذات فائدة مماثلة ومتساوية تمامًا». إن الحصول على أي شيء أقل يعتبر استغلالًا أو سرقة للعمل أو الربا.

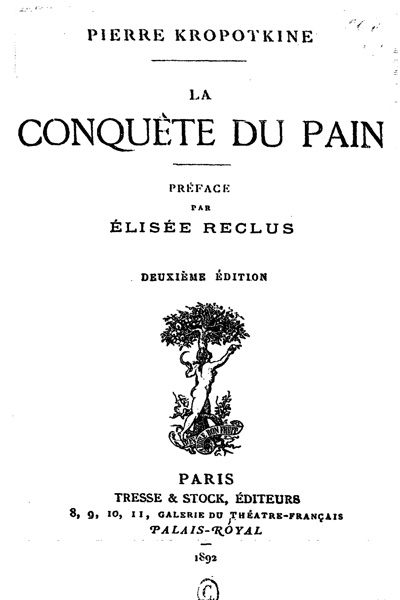
غزو الخبز لبيتر كروبوتكين، يحكي وضع الاقتصاد الفوضوي

اللاسلطوية الجماعية هي عقيدة ثورية تدعو إلى إلغاء الدولة والملكية الخاصة لوسائل الإنتاج. وبدلاً من ذلك، فإنوسائل الإنتاج المملوكة بشكل جماعي والتحكم فيها وإدارتها من قبل المنتجين أنفسهم. بمجرد حدوث التجميع، سيتم تحديد رواتب العمال في المنظمات الديمقراطية على أساس مقدار الوقت الذي ساهموا فيه في الإنتاج. هذه المرتبات ستستخدم لشراء السلع في السوق المشتركة. ترتبط الأناركية الجماعية في الغالب بميخائيل باكونين، والأقسام المناهضة للسلطوية في الأممية الأولى، والحركة الأناركية الإسبانية المبكرة.
الشيوعية لاسلطوية هي نظرية لاسلطوية التي تدعو إلى إلغاء الدولة والملكية الخاصة والرأسمالية لصالح الملكية المشتركة لوسائل الإنتاج، والديمقراطية المباشرة وشبكة أفقية من الجمعيات التطوعية، والعمال ومجالس ‏ الإنتاج والاستهلاك على أساس المبدأ التوجيهي: «من كل حسب القدرة، إلى كل حسب الحاجة». على عكس التبادلية، الفوضوية الجماعية، والماركسية، رفضت الشيوعية عن الأناركو، كما دافع عنها بيتر كروبوتكين وإريكو مالاتيستا، النظرية العمالية للقيمة تمامًا، وبدلاً من ذلك، دافعت عن اقتصاد الهدية واستندت التوزيع على حسب الحاجة. صُممت الشيوعية الأناركية كفلسفة اقتصادية وسياسية حديثة متماسكة لأول مرة في القسم الإيطالي من الأممية الأولى من قبل كارلو كافيرو وإميليو كوفيلي وإريكو ‏ مالاتيستا وأندريا كوستا وغيرهم من الجمهوريين السابقين في المازن. احتراما لميخائيل باكونين، لم يوضحوا خلافاتهم مع الأناركية الجماعية إلا بعد وفاة باكونين. بحلول أوائل ثمانينيات القرن التاسع عشر، تبنت معظم الحركة الأناركية الأوروبية موقفًا شيوعيًا فوضويًا، داعية إلى إلغاء العمل المأجور والتوزيع حسب الحاجة.   ومن المفارقات أن التسمية «الجماعية» أصبحت أكثر شيوعًا مع اشتراكيي الدولة الماركسية الذين دافعوا عن الاحتفاظ بنوع من نظام الأجور أثناء الانتقال إلى الشيوعية الكاملة.
تؤكد لاسلطوية السوق اليسارية بقوة الأفكار الليبرالية الكلاسيكية المتمثلة في الملكية الذاتية والأسواق الحرة، بينما تؤكد أن هذه الأفكار، مع الأخذ في الاعتبار استنتاجاتها المنطقية، تدعم بقوة مواقف معادية للسياسة، ومناهضة للتسلسل الهرمي، ومؤيدة للعمال ورأسمالية في الاقتصاد ومكافحة الامبريالية في السياسة الخارجية.

### بعد ماركس
استُوحى الاشتراكيون غير الثوريين من كتابات جون ستيوارت ميل، ولاحقًا جون ماينارد كينيز والكينيزيين، الذين قدموا مبررات نظرية لمشاركة الدولة في اقتصادات السوق الحالية.   وفقًا للكينزيين، إذا أمكن تخفيف دورات الأعمال من خلال الملكية الوطنية للصناعات الرئيسية واتجاه الدولة لاستثماراتهم، فسيتم ترويض الخصومة الطبقية بشكل فعال.   يجادلون بأن الاتفاق سيتشكل بين العمال والطبقة الرأسمالية وأنه لن تكون هناك حاجة للثورة. شكّل جوان روبنسون ومايكل كاليكي أساسًا لاقتصاديات ما بعد كينيزية حرجة تجاوزت في بعض الأحيان الإصلاحية الليبرالية   .
طور الاقتصاديون الماركسيون ميولًا مختلفة استنادًا إلى تفسيرات متضاربة لأفكار ماركس، مثل «قانون القيمة» ونظرية الأزمة.   شهدت المدرسة الرأسمالية الاحتكارية محاولة بول أ. باران ‏ بول سويزي لتعديل نظرية ماركس للتنمية الرأسمالية - والتي كانت تستند إلى افتراض المنافسة السعرية - لتعكس التطور إلى مرحلة خضع فيها كل من الاقتصاد والدولة التأثير المهيمن للشركات العملاقة.
أعاد تحليل النظم العالمية تأكيد أفكار ماركس حول التقسيم العالمي للعمل على التراكم من منظور كلي للتطور التاريخي للرأسمالية كنظام عالمي.
كتب  إيمانويل والرشتاين ‏ في عام 1979:
لا توجد اليوم أنظمة اشتراكية في الاقتصاد العالمي أكثر من الأنظمة الإقطاعية لأن هناك نظامًا عالميًا واحدًا فقط. إنه اقتصاد عالمي وهو بحكم تعريفه رأسمالي في الشكل. تنطوي الاشتراكية على إنشاء نوع جديد من النظام العالمي، لا إمبراطورية إعادة توزيع عالمية ولا اقتصاد عالمي رأسمالي ولكن حكومة عالمية اشتراكية. لا أرى أن هذا الإسقاط هو الأقل طوباوية ولكني أيضًا لا أشعر أن مؤسسته وشيكة. ستكون نتيجة صراع اجتماعي طويل بأشكال قد تكون مألوفة وربما بأشكال قليلة للغاية، ستحدث في جميع مجالات الاقتصاد العالمي.
حاول بييرو سرافا بناء نظرية قيمة كانت بمثابة تفسير للتوزيع الطبيعي للأسعار في الاقتصاد، وكذلك الدخل والنمو الاقتصادي. لقد وجد أن المنتج الصافي أو الفائض في مجال الإنتاج يتحدد بميزان القدرة على المساومة ‏ بين العمال والرأسماليين، والذي كان يخضع لتأثير العوامل غير الاقتصادية والاجتماعية والمفترضة على السواء.
استمر الاتجاه المتبادل المرتبط ببيير جوزيف برودون، مما أثر على تطور الاشتراكية التحررية والشيوعية الأناركية والنقابية والتوزيع.  

## مميزات
الاقتصاد الاشتراكي هو نظام إنتاج يتم فيه إنتاج السلع والخدمات مباشرة للاستخدام، على عكس النظام الاقتصادي الرأسمالي، حيث يتم إنتاج السلع والخدمات لتحقيق الربح (وبالتالي بشكل غير مباشر للاستخدام). "الإنتاج في ظل الاشتراكية سيكون للاستخدام المباشر والوحيد. مع الموارد الطبيعية والتقنية في العالم المُسيطر عليها ديمقراطيا، فإن الهدف الوحيد للإنتاج هو تلبية الاحتياجات البشرية. " سيتم إنتاج السلع والخدمات لفائدتها، أو لقيمة استخدامها، مما يلغي الحاجة إلى الاحتياجات الناجمة عن السوق لضمان وجود كمية كافية من الطلب على المنتجات ليتم بيعها بربح. إن الإنتاج في الاقتصاد الاشتراكي هو «مخطط» أو «منسق»، ولا يعاني من دورة العمل الملازمة للرأسمالية. في معظم النظريات الاشتراكية، لا ينطبق التخطيط الاقتصادي إلا على عوامل الإنتاج وليس على تخصيص السلع والخدمات المنتجة للاستهلاك، والتي سيتم توزيعها من خلال السوق. صرح كارل ماركس أن «الشيوعية في المرحلة الدنيا» ستتألف من تعويض على أساس حجم العمل الذي يساهم به الفرد في المنتج الاجتماعي.
تختلف ملكية وسائل الإنتاج في نظريات اشتراكية مختلفة. يمكن أن يكون إما على أساس الملكية العامة من قبل جهاز الدولة ؛ الملكية المباشرة لمستخدمي الممتلكات الإنتاجية من خلال تعاونية العمال؛ أو مملوكة بشكل عام من قبل المجتمع بأسره مع الإدارة والسيطرة المفوضة لأولئك الذين يعملون / استخدام وسائل الإنتاج.
تعتمد الإدارة والتحكم في أنشطة المؤسسات على الإدارة الذاتية والحكم الذاتي، مع وجود علاقات قوة متساوية في مكان العمل لزيادة الاستقلالية المهنية إلى أقصى حد. من شأن الشكل الاشتراكي للتنظيم التخلص من التسلسلات الهرمية المسيطرة بحيث يبقى التسلسل الهرمي القائم على المعرفة التقنية في مكان العمل فقط. يتمتع كل عضو بسلطة اتخاذ القرار في الشركة وسيكون قادرًا على المشاركة في تحديد أهداف السياسة العامة. سيتم تنفيذ السياسات والأهداف من قبل المتخصصين الفنيين الذين يشكلون التسلسل الهرمي التنسيقي للشركة، الذين سيضعون خططًا أو توجيهات لمجتمع العمل لتحقيق هذه الأهداف.
ومع ذلك، فإن اقتصادات الدول الاشتراكية السابقة، باستثناء يوغوسلافيا، كانت مبنية على الإدارة البيروقراطية من أعلى إلى أسفل للتوجيهات الاقتصادية والإدارة الجزئية للعامل في مكان العمل مستوحاة من النماذج الرأسمالية للإدارة العلمية. ونتيجة لذلك، جادلت بعض الحركات الاشتراكية بأن الاقتصادات المذكورة لم تكن اشتراكية بسبب عدم وجود علاقات قوة متساوية في مكان العمل، ووجود «نخبة» جديدة، وبسبب إنتاج السلع الأساسية في هذه الاقتصادات. تم تصنيف هذه النظم الاقتصادية والاجتماعية على أنها إما «جماعية بيروقراطية ‏» أو «رأسمالية دولة» أو «دول عمالية مشوهة ‏» من قبل منتقديها. تبقى الطبيعة الدقيقة لاتحاد الجمهوريات الاشتراكية السوفياتية وآخرين دون حل داخل الحركات الاشتراكية المذكورة. ومع ذلك، فإن الحركات الاشتراكية الأخرى تدافع عن الأنظمة التي كانت موجودة في أوروبا الشرقية والاتحاد السوفيتي، متذكرين، كما ذكر أعلاه، أن الملكية العامة لوسائل الإنتاج يمكن أن تدل على العديد من المتغيرات. في حالة الاتحاد السوفيتي وأقماره الصناعية، كانت الدولة هي التي تسيطر على كل الاقتصاد وتديره تقريبًا كمشروع ضخم كبير. علاوة على ذلك، تم إنتاج المنتجات التي تم تصنيعها في اقتصادات من النوع السوفيتي مباشرة للاستخدام، بالنظر إلى أن جميعها قد بيعت للجمهور بأسعار أقل من السوق (أي تم بيعها في عجز لتلبية احتياجات السكان).
«إنني مقتنع بأن هناك طريقة واحدة فقط للقضاء على (الشرور الخطيرة) للرأسمالية، أي من خلال إقامة اقتصاد اشتراكي، مصحوب بنظام تعليمي موجه نحو الأهداف الاجتماعية. في مثل هذا الاقتصاد، يمتلك المجتمع نفسه وسائل الإنتاج ويستخدم بطريقة مخططة. إن الاقتصاد المخطط، الذي يعدل الإنتاج وفقًا لاحتياجات المجتمع، سيوزع العمل الذي يتعين القيام به بين جميع القادرين على العمل ويضمن سبل العيش لكل رجل وامرأة وطفل. إن تعليم الفرد، بالإضافة إلى تعزيز قدراته الفطرية، سيحاول أن ينمي فيه إحساسًا بالمسؤولية تجاه زملائه الرجال بدلاً من تمجيد القوة والنجاح في مجتمعنا الحالي». ألبرت أينشتاين، لماذا الاشتراكية؟

### التخطيط الاقتصادي
التخطيط الاقتصادي هو آلية لتخصيص المدخلات الاقتصادية واتخاذ القرارات على أساس التخصيص المباشر، على عكس آلية السوق، التي تعتمد على التخصيص غير المباشر. يقوم الاقتصاد القائم على التخطيط الاقتصادي بتخصيص موارده حسب الحاجة، بحيث يأتي هذا التخصيص في شكل تحويلات داخلية بدلاً من معاملات السوق التي تنطوي على شراء الأصول من قبل وكالة حكومية أو شركة، من جانب آخرفإن القرارات يتم اتخاذها من قبل العمال والمستهلكين على مستوى المؤسسة.
التخطيط الاقتصادي ليس مرادفًا لمفهوم الاقتصاد الموجه، والذي كان موجودًا في الاتحاد السوفيتي، واستند إلى إدارة بيروقراطية للغاية للاقتصاد بأكمله وفقًا لخطة شاملة صاغتها وكالة تخطيط مركزية، والتي حددت متطلبات الإخراج لوحدات إنتاجية. يعتمد اقتصاد القيادة على النموذج التنظيمي لشركة رأسمالية، ولكن تم تطبيقه على اقتصاد دولة بأكمله.
كان العديد من المدافعين عن التخطيط الاقتصادي من أشد المنتقدين لاقتصادات القيادة والتخطيط المركزي. على سبيل المثال، اعتقد ليون تروتسكي أن المخططين المركزيين، بغض النظر عن قدرتهم الفكرية، يعملون دون مساهمة ومشاركة ملايين الأشخاص الذين يشاركون في الاقتصاد ويفهمون الظروف المحلية والتغيرات السريعة في الاقتصاد. لذلك، لن يتمكن المخططون المركزيون من التنسيق الفعال لجميع الأنشطة الاقتصادية لأنهم يفتقرون إلى هذه المعلومات غير الرسمية.
يتخذ التخطيط الاقتصادي في الاشتراكية شكلاً مختلفًا عن التخطيط الاقتصادي في الاقتصادات الرأسمالية المختلطة (مثل Dirigisme والتخطيط المصرفي المركزي والتخطيط الإرشادي)؛ في الحالة السابقة، يشير تخطيط الحالة إلى إنتاج قيمة الاستخدام مباشرة (تخطيط الإنتاج)، بينما في الحالة الأخيرة يشير التخطيط إلى تخطيط تراكم رأس المال من أجل تحقيق الاستقرار أو زيادة كفاءة هذه العملية.

### مناهضة الرأسمالية
هدف الاقتصاد الاشتراكي هو تحييد رأس المال (أو، في حالة اشتراكية السوق، لإخضاع الاستثمار ورأس المال للتخطيط الاجتماعي)، لتنسيق إنتاج السلع والخدمات لتلبية الطلب مباشرة (على عكس السوق - الاحتياجات المستحثة)، والقضاء على دورة العمل وأزمات الإفراط في الإنتاج التي تحدث نتيجة لاقتصاد قائم على تراكم رأس المال والملكية الخاصة في وسائل الإنتاج.
يهدف الاشتراكيون عمومًا إلى تحقيق قدر أكبر من المساواة في صنع القرار والشؤون الاقتصادية، ومنح العمال سيطرة أكبر على وسائل الإنتاج وأماكن عملهم، والقضاء على الاستغلال عن طريق توجيه فائض القيمة إلى الموظفين. الوصول المجاني إلى وسائل العيش هو شرط أساسي للحرية، لأنه يضمن أن كل العمل طوعي وليس لدى أي فئة أو فرد القدرة على إجبار الآخرين على القيام بأعمال عزل.
الهدف النهائي للاشتراكيين الماركسيين هو تحرير العمال من العزلة عن العمل [بحاجة لمصدر] ، وبالتالي التحرر من الاضطلاع بمثل هذا العمل للحصول على الاحتياجات المادية للحياة. يُقال إن التحرر من الضرورة من شأنه أن يزيد من الحرية الفردية إلى أقصى حد، لأن الأفراد سيكونون قادرين على متابعة مصالحهم الخاصة وتنمية مواهبهم الخاصة دون إكراههم على أداء العمل من أجل الآخرين (طبقة النخبة أو الطبقة الحاكمة في هذه الحالة) عبر آليات السيطرة الاجتماعية، مثل سوق العمل والدولة [بحاجة لمصدر] . تتوقف مرحلة التنمية الاقتصادية التي يكون فيها ذلك ممكناً على التقدم في القدرات الإنتاجية للمجتمع. وتسمى هذه المرحلة المتقدمة من العلاقات الاجتماعية والتنظيم الاقتصادي الشيوعية الخالصة. [بحاجة لمصدر]

### نظرية القيمة الاقتصادية
تقوم النظريات الاقتصادية الاشتراكية على أساس قيمة السلعة أو الخدمة على قيمة استخدامها، بدلاً من تكلفة الإنتاج (نظرية قيمة العمل) أو قيمة التبادل (Marginal Utility).
تحاول النظريات الاشتراكية الأخرى، مثل التبادلية والاشتراكية السوقية، تطبيق نظرية العمل للقيمة على الاشتراكية، بحيث يتم ضبط سعر السلعة أو الخدمة بحيث تساوي مقدار وقت العمل المنفق في إنتاجها. إن وقت العمل الذي يقضيه كل عامل يتوافق مع اعتمادات العمل، والتي سيتم استخدامها كعملة للحصول على السلع والخدمات. اقترح الاشتراكيون في السوق الذين يرتكز نموذجهم على الاقتصاد الكلاسيكي الحديث، وبالتالي المنفعة الحدية، مثل أوسكار لانج وأبا ليرنر، أن الشركات المملوكة ملكية عامة تحدد سعرها على أساس التكلفة الهامشية المتساوية، وبالتالي تحقيق الكفاءة.
رفضت الأناركو الشيوعية ، كما دافع عنها بيتر كروبوتكين وإريكو مالاتيستا، نظرية العمل الخاصة بالقيمة وقيمة التبادل نفسها، ودعت إلى اقتصاد مجاني وقاعدة التوزيع على الحاجة.

## النماذج والنظم الاقتصادية
حدد روبن هانل ومايكل ألبرت خمسة نماذج اقتصادية مختلفة في الاقتصاد الاشتراكي:
- المؤسسة العامة: هي الاقتصاد المخطط مركزيا والذي تكون فيه جميع الممتلكات مملوكة للدولة وتتخذ جميع القرارات الاقتصادية الرئيسية مركزيا من قبل الدولة، مثل الاتحاد السوفياتي السابق.
- اقتصاد السوق الذي تديره الدولة للمؤسسات العامة، أحد أشكال اشتراكية السوق التي تحاول استخدام آلية السعر لزيادة الكفاءة الاقتصادية، بينما تظل جميع الأصول الإنتاجية الحاسمة في ملكية الدولة، مثل اقتصاد السوق الاشتراكي في الصين بعد الإصلاح.
- الاقتصاد المختلط، وأيضًا الاقتصاد الرأسمالي حيث يتم خلط الملكية العامة والخاصة، وحيث يكون التخطيط الصناعي في النهاية خاضعًا لتخصيص السوق، فإن النموذج الذي اعتمده عادةً الديمقراطيون الاجتماعيون ، فمثلاً في السويد في القرن العشرين. تمت دعوة العديد من المقترحات المختلفة للنظم الاقتصادية الاشتراكية إلى نوع من الاقتصاد المختلط، حيث تتعايش أشكال متعددة من الملكية على وسائل الإنتاج مع بعضها البعض.
- اقتصاديات السوق التي يديرها الموظف العام، وهي شكل آخر من أشكال اشتراكية السوق التي تشارك فيها وحدات الإنتاج المملوكة ملكية عامة، والتي يديرها الموظفون، في التبادل الحر للسلع والخدمات مع بعضها البعض وكذلك مع المستهلكين النهائيين، وقد تم تطبيق ذلك في يوغوسلافيا في منتصف القرن العشرين النماذج هي: نظرية الاستخدام التقدمي برابهات رانجان ساركار والديمقراطية الاقتصادية.
- التخطيط التشاركي للمؤسسات العامة، اقتصاد يتميز بالملكية الاجتماعية لوسائل الإنتاج مع تخصيص على أساس تكامل التخطيط الديمقراطي اللامركزي، على سبيل المثال الشيوعية عديمي الجنسية والاشتراكية التحررية. التدربة التاريخية التاريخية الأولى هي كاتالونيا خلال الثورة الإسبانية. تشمل النماذج النظرية الأكثر تطوراً نماذج كارل بولاني، والاقتصاد التشاركي، والديمقراطية الشاملة، ونموذج التنسيق الذي تم التفاوض بشأنه في بات ديفين، وكذلك في كتيب كورنيليوس كاستورياديس «مجالس العمال واقتصاديات المجتمع المدار ذاتياً».[48]

أيضاً يانوس كورني حدد خمسة أنواع متميزة من الاشتراكية:
- المفهوم الكلاسيكي-الماركسي، حيث الاشتراكية هي مرحلة من مراحل التنمية الاقتصادية التي أصبحت فيها العمالة المأجورة والملكية الخاصة في وسائل الإنتاج والعلاقات النقدية ضرورية من خلال تطوير القوى المنتجة، بحيث تم استبدال تراكم رأس المال بالتخطيط الاقتصادي التخطيط الاقتصادي في هذا التعريف هو التخصيص الواعي للمدخلات الاقتصادية ووسائل الإنتاج من قبل المنتجين المرتبطين بهدف زيادة قيم الاستخدام بشكل مباشر مقارنةً بقيم التبادل، على عكس «فوضى الإنتاج» للرأسمالية.
- السوق الاشتراكي الذي يعرف الاشتراكية على أنها ملكية عامة أو مؤسسات تعاونية في اقتصاد السوق، مع تحديد أسعار السلع المنتجة من خلال أسلوب التجربة والخطأ بواسطة لوحة تخطيط مركزية. في هذا الرأي، يتم تعريف الاشتراكية من حيث حقوق الملكية العامة القانونية على الشركات الكبرى.
- المفهوم اللينيني، الذي يتضمن شكلاً من أشكال التنظيم السياسي القائم على التحكم في وسائل الإنتاج والحكومة بواسطة جهاز حزبي سياسي واحد يدعي أنه يعمل لصالح الطبقة العاملة، وأيديولوجية معادية للأسواق والمعارضة السياسية، وتنسيق النشاط الاقتصادي من خلال التخطيط الاقتصادي المركزي («الاقتصاد الموجه»).
- مفهوم ديمقراطي اجتماعي، قائم على النمط الرأسمالي للإنتاج، والذي يعرف الاشتراكية على أنها مجموعة من القيم وليس كنوع معين من التنظيم الاجتماعي والاقتصادي. ويشمل الدعم غير المشروط للديمقراطية البرلمانية، والمحاولات التدريجية والإصلاحية لتأسيس الاشتراكية ودعم القضايا التقدمية اجتماعيا. الديمقراطيون الاجتماعيون لا يعارضون السوق أو الملكية الخاصة. وبدلاً من ذلك، يحاولون تخفيف آثار الرأسمالية من خلال دولة الرفاهية، التي تعتمد على السوق ككيان تنسيق أساسي في الاقتصاد ودرجة من الملكية العامة وتوفير عام للسلع العامة في اقتصاد يسيطر عليه القطاع الخاص.
- نموذج شرق آسيوي، أو اقتصاد سوق اشتراكي، قائم على سوق حر إلى حد كبير، وتراكم رأس المال من أجل الربح وملكية خاصة كبيرة إلى جانب ملكية الدولة للصناعات الإستراتيجية التي يحتكرها حزب سياسي واحد. يانوس كورناي يترك في نهاية المطاف تصنيف هذا النموذج (إما اشتراكي أو رأسمالي) للقارئ.[49]

### الديمقراطية الاقتصادية
الديمقراطية الاقتصادية هي نموذج لاشتراكية السوق التي طورها في المقام الأول الاقتصادي الأمريكي ديفيد شويكارت. وفقًا لنموذج شويكارت، فإن المؤسسات والموارد الطبيعية مملوكة للمجتمع في شكل مصرفية عامة، ويتم انتخاب الإدارة من قبل العمال داخل كل شركة. ويتم توزيع الأرباح على عمال المشروع المعني.

### نموذج لانج ليرنر
يتكون نوذج لانج ليرنز من الملكية العامة لوسائل الإنتاج واستخدام نهج التجربة والخطأ في تحقيق أسعار التوازن من خلال لوحة تخطيط مركزية. سيكون مجلس التخطيط المركزي مسؤولاً عن تحديد الأسعار من خلال نهج التجربة والخطأ لتحديد أسعار التوازن، ويعمل بشكل فعال كالمزاد المجرد في اقتصاديات وارسيانWalrasian. سيتم إصدار تعليمات لمديري الشركات المملوكة للدولة بتحديد الأسعار على أساس التكلفة الهامشية (P = MC)، بحيث يتحقق التوازن الاقتصادي وكفاءة باريتوPareto. تم توسيع نطاق نموذج لانج من قبل الاقتصادي الأمريكي أبا ليرنر وأصبح يعرف باسم نظرية لانج ليرنر، خصوصاً بعد اهتمامها في دور المكاسب الاجتماعية. من رواد نموذج لانج الاقتصاديين الكلاسيكيين الجدد اينريكو باروني ووفريد تايلور.

### الاقتصاد المدار ذاتيا
إن الاقتصاد المدار ذاتيا هو شكل من أشكال الاشتراكية حيث تكون ملكية الشركات وإدراتها من قبل موظفيها، مما ينفي بشكل فعال ديناميكية صاحب العمل (أو العمل المأجور) للرأسمالية ويؤكد على معارضة الاغتراب، والإدارة الذاتية والجانب التعاوني للاشتراكية. وبكون أعضاء الشركات التعاونية أحرار نسبياً في إدارة شؤونهم وجداول العمل الخاصة بهم.  طُور هذا النموذج على نطاق واسع من قبل الاقتصاديين اليوغوسلافي برانكو هورفات، ياروسلاف فانيك، والاقتصادي الأمريكي بنيامين وارد.

### المشاريع الموجهة للعمال
المشاريع الموجهة للعمال هي اقتراح حديث دعا إليه الاقتصادي الماركسي الأمريكي ريتشارد دي وولف. يشترك هذا النموذج في العديد من أوجه التشابه مع نموذج الإدارة الذاتية الاشتراكية حيث يمتلك الموظفون مشاريعهم ويوجهونها، لكنه يضع دورًا أكبر في الإدارة المنتخبة ديمقراطيا في اقتصاد السوق.

### الاشتراكية الديمقراطية المخطط لها
الاشتراكية الديمقراطية المخطط لها هي شكل من أشكال الاقتصاد المخطط اللامركزي.

### الاشتراكية المجدية
كانت الاشتراكية المجدية هي الاسم الذي أعطاه أليك نوفي لمخطط الاشتراكية في عمله «اقتصاديات الاشتراكية المجدية». وفقًا لـ توفي، فإن نموذج الاشتراكية هذا «ممكن» لأنه يمكن تحقيقه خلال حياة أي شخص يعيش اليوم. وهو يشمل مجموعة من المؤسسات المملوكة للقطاع العام والموجهة مركزيا للصناعات واسعة النطاق، والمؤسسات المستقلة ذات الملكية العامة، والتعاونيات الاستهلاكية والعمالة المملوكة للغالبية العظمى من الاقتصاد، والملكية الخاصة للشركات الصغيرة.
إنه اقتصاد مختلط قائم على السوق يتضمن دورًا كبيرًا لتدخل الاقتصاد الكلي والتخطيط الاقتصادي الإرشادي.

### اشتراكية السوق العملية
قام الاقتصادي الأمريكي جيمس يونكر بتفصيل نموذج يتم فيه تحقيق الملكية الاجتماعية لوسائل الإنتاج بنفس الطريقة التي يتم بها تحقيق الملكية الخاصة في الرأسمالية الحديثة من خلال نظام المساهمين الذي يفصل وظائف الإدارة عن الملكية. يفترض يونكر أن الملكية الاجتماعية يمكن تحقيقها من خلال وجود هيئة عامة، تم تعيينها باسم مكتب الملكية العامة
، وتمتلك أسهم الشركات المدرجة في البورصة دون التأثير على تخصيص مدخلات رأس المال على أساس السوق. أطلق يونكر هذا النموذج على اشتراكية السوق البراغماتية لأنه لا يتطلب تغييرات هائلة في المجتمع وسيترك نظام الإدارة الحالي كما هو، وسيكون على الأقل بنفس كفاءة رأسمالية العصر الحديث مع توفير نتائج اجتماعية فائقة مثل الملكية العامة للمؤسسات الكبيرة والراسخة من شأنه أن يمكّن من توزيع الأرباح بين جميع السكان في عائد اجتماعي بدلاً من الذهاب إلى حد كبير إلى فئة من المستأجرين الوارثين.

### الاقتصاد التشاركي
يستخدم الاقتصاد التشاركي عملية صنع القرار التشاركي كآلية اقتصادية لتوجيه إنتاج واستهلاك وتخصيص الموارد في مجتمع معين.

### التخصيص الذي يدار عن طريق الكمبيوتر
تم تحديد مقترحات لاستخدام التنسيق القائم على الكمبيوتر وتكنولوجيا المعلومات من أجل تنسيق وتحسين تخصيص الموارد (المعروف أيضًا باسم علم التحكم الآلي) في الاقتصاد من قبل مختلف الاشتراكيين والاقتصاديين وعلماء الكمبيوتر، بما في ذلك أوسكار لانج، والمهندس السوفيتي فيكتور غلوشكوف، وفي الآونة الأخيرة بول كوكشوت وألين كوتريل.

### اقتصاد الند للند والمدى المفتوح
أتاح «عصر المعلومات الشبكي» تطوير وظهور أشكال جديدة لتنظيم إنتاج القيمة في الترتيبات غير السوقية التي أطلق عليها اسم "إنتاج النظراء القائم على المشاعات" إلى جانب نفي الملكية ومفهوم الملكية في تطوير البرمجيات في شكل مفتوح المصدر وتصميم مفتوح.

### التنسيق التفاوضي
ابتكرت الخبيرة الاقتصادية بات ديفاين نموذجًا للتنسيق يسمى «التنسيق المتفاوض عليه»، والذي يقوم على الملكية الاجتماعية من قبل المتضررين من استخدام الأصول المعنية، مع القرارات التي يتخذها أولئك الذين على مستوى الإنتاج الأكثر محلية.

## الاشتراكية في ممارساتها
على الرغم من وجود عدد من النظم الاقتصادية ذات الخصائص الاشتراكية المختلفة، أو التي اعتبرها أنصارها اشتراكيين، فقد احتفظت جميع الأنظمة الاقتصادية المدرجة أدناه إلى حد كبير بعناصر الرأسمالية مثل العمل المأجور، وتراكم رأس المال، وإنتاج السلع. ومع ذلك، تم تطبيق أو تجريب عناصر مختلفة من الاقتصاد الاشتراكي في مختلف الاقتصاديات عبر التاريخ.
توجد أشكال مختلفة من الصفات التنظيمية الاشتراكية كطرق إنتاج ثانوية في سياق الاقتصاد الرأسمالي عبر التاريخ - ومن أمثلة ذلك المؤسسات التعاونية في الاقتصاد الرأسمالي، وحركة البرمجيات الحرة الناشئة القائمة على الإنتاج النظير للنظير الاجتماعي.

### الاقتصاد المخطط مركزيا
يجمع الاقتصاد المخطط مركزيا بين الملكية العامة لوسائل الإنتاج والتخطيط المركزي للدولة. يرتبط هذا النموذج عادة باقتصاد القيادة على الطريقة السوفيتية. في الاقتصاد المخطط مركزيا، يتم التخطيط المسبق للقرارات المتعلقة بكمية السلع والخدمات التي سيتم إنتاجها من قبل وكالة التخطيط.
في السنوات الأولى للتخطيط المركزي السوفيتي، كانت عملية التخطيط تعتمد على عدد محدد من التدفقات المادية مع مدخلات تم تجميعها لتلبية أهداف الإنتاج الواضحة التي تقاس بالوحدات الطبيعية أو التقنية. هذه المواد أرصدة   استُكملت فيما بعد طريقة تحقيق اتساق الخطة واستعيض عنها بتخطيط القيمة، مع توفير الأموال للمؤسسات بحيث يمكنها توظيف العمالة وشراء المواد والسلع والخدمات الإنتاجية المتوسطة. تم تحقيق التوازن بين الاقتصاد السوفيتي من خلال تشابك ثلاث مجموعات من الحسابات، وهي إنشاء نموذج يشتمل على أرصدة الإنتاج والقوى العاملة والمالية. تم إجراء التمرين سنويًا وشمل عملية تكرار («طريقة التقريب المتتالي»). على الرغم من أن الاقتصاد «مخطط بشكل مركزي» من الناحية الاسمية، فقد تمت صياغة الخطة في الواقع على مستوى محلي أكثر من عملية الإنتاج حيث تم نقل المعلومات من المؤسسات إلى وزارات التخطيط. بصرف النظر عن اتحاد الجمهوريات الاشتراكية السوفياتية واقتصادات الكتلة الشرقية، تم استخدام هذا النموذج الاقتصادي من قبل جمهورية الصين الشعبية وجمهورية فيتنام الاشتراكية وجمهورية كوبا وكوريا الشمالية.

#### الاتحاد السوفيتي
كان الاتحاد السوفيتي وبعض أنصاره في القارة الأوروبية يهدفون إلى إنشاء اقتصاد مركزي التخطيط بالكامل. لقد تم الاستغناء عن الملكية الخاصة تقريبًا على وسائل الإنتاج. ومع ذلك، كان العمال لا يزالون يتقاضون أجراً مقابل عملهم. يعتقد البعض أنه وفقًا للنظرية الماركسية، كان ينبغي أن يكون ذلك خطوة باتجاه دولة عمالية حقيقية. اعتبر بعض الماركسيين هذا سوء فهم لآراء ماركس في المادية التاريخية وآرائه في عملية التنشئة الاجتماعية.
خصائص النوذج السوفيتي في الاقتصاد هي :
- حصص الإنتاج لكل وحدة إنتاجية. تم الحكم على مزرعة أو منجم أو مصنع على أساس ما إذا كان إنتاجها يفي بالحصص. وسيتم تزويدها بحصة من المدخلات التي تحتاجها لبدء الإنتاج، ومن ثم يتم سحب حصتها من الإنتاج وتُعطى لوحدات الإنتاج في الموجودة أو يتم توزيعها على المستهلكين.
- التخصيص من خلال السيطرة السياسية. على النقيض من الأنظمة التي تحدد فيها الأسعار تخصيص الموارد، في الاتحاد السوفياتي، فإن البيروقراطية تحدد التخصيص، خاصةً وسائل الإنتاج. تم إجراء الأسعار التي تم إنشاؤها بعد صياغة خطة الاقتصاد، ولم تأخذ هذه الأسعار في الحسبان الخيارات المتعلقة بما تم إنتاجه وكيف تم إنتاجه في المقام الأول.
- عمل بدوام كامل. وكان على كل عامل ضمان العمل. ومع ذلك، كان العمال بشكل عام غير موجودين في الوظائف. قامت إدارة التخطيط المركزي بتعديل معدلات الأجور النسبية للتأثير على اختيار الوظيفة وفقًا للمخطط العام للخطة الحالية.
- تخليص البضائع عن طريق التخطيط: إذا تم تجميع فائض من المنتج، فإن سلطة التخطيط المركزية إما أن تقلل من الحصة المخصصة لإنتاجها أو تزيد من الحصة المستخدمة.
- الخطط الخمسية للتطوير طويل الأجل للصناعات الرئيسية.

تم تقديم نظام التخطيط في الاتحاد السوفيتي تحت حكم ستالين بين عامي 1928 و 1934. في أعقاب الحرب العالمية الثانية، في البلدان السبعة ذات الحكومات الشيوعية في وسط وشرق أوروبا، تم تقديم التخطيط المركزي مع خطط خمس (أو ست سنوات) على النموذج السوفيتي بحلول عام 1951. وكانت السمات المشتركة هي تأميم الصناعة والنقل والتجارة والمشتريات الإجبارية في الزراعة (ولكن ليس الجماعية) واحتكار التجارة الخارجية. تم تحديد الأسعار إلى حد كبير على أساس تكاليف المدخلات، وهي طريقة مشتقة من نظرية القيمة للعمل. وبالتالي، لم تحفز الأسعار مؤسسات الإنتاج التي تم تقنين مدخلاتها عن قصد من خلال الخطة المركزية. بدأ «التخطيط المشدود» هذا في عام 1930 في الاتحاد السوفيتي، ولم يتم تخفيفه إلا بعد الإصلاحات الاقتصادية في 1966-1968 عندما تم تشجيع الشركات على جني الأرباح.
كان الغرض المعلن للتخطيط وفقًا للحزب الشيوعي هو تمكين الناس من خلال مؤسسات الحزب والحكومة من التعرف بأنشطة كان من الممكن أن يحبطها اقتصاد السوق (على سبيل المثال، التوسع السريع في التعليم الشامل والرعاية الصحية والتنمية الحضرية مع كتلة الإسكان نوعية جيدة والتنمية الصناعية في جميع مناطق البلاد). ومع ذلك، ظلت الأسواق موجودة في الاقتصادات الاشتراكية المخططة. حتى بعد تجميع الزراعة في الاتحاد السوفيتي في ثلاثينيات القرن العشرين، كان لأعضاء المزرعة الجماعية وأي شخص لديه قطعة أرض خاصة حرية بيع منتجه (غالباً ما كان العمال المزارعون يدفعون عينية). تعمل الأسواق المرخصة في كل مدينة وبلدة حيث تمكنت الشركات غير المملوكة للدولة (مثل التعاونيات والمزارع الجماعية) من تقديم منتجاتها وخدماتها. من 1956/59 فصاعدًا، تمت إزالة جميع أدوات التحكم في زمن الحرب على القوى العاملة، ويمكن للناس التقدم بطلبات والتخلي عن الوظائف بحرية في الاتحاد السوفيتي. استمر استخدام آليات السوق في يوغوسلافيا وتشيكوسلوفاكيا والمجر. منذ عام 1975، كان للمواطنين السوفييت الحق في ممارسة الأعمال اليدوية الخاصة، وفي عام 1981، كان بوسع المزارعين الجماعيين تربية الماشية وبيعها على نحو خاص. وتجدر الإشارة أيضًا إلى أن الأسر كانت حرة في التصرف في دخلها كما اختاروا ودخلوا في ضريبة الدخل.

##### الخلاف على أن النوذج السوفيتي هو من أشكال الاشتراكية
انتقد العديد من العلماء والاقتصاديين السياسيين الادعاء بأن الاقتصاد المخطط مركزيا، وتحديدا النموذج السوفيتي للتنمية الاقتصادية، يشكل شكلا من أشكال الاشتراكية. يجادلون بأن الاقتصاد السوفياتي كان مبنيًا على تراكم رأس المال واستخراج فائض القيمة من الطبقة العاملة من قبل وكالة التخطيط من أجل إعادة استثمار هذا الفائض في الاقتصاد - وتوزيعه على المديرين وكبار المسؤولين، مما يشير إلى الاتحاد السوفيتي (وغيره من الاقتصادات ذات النمط السوفيتي) كانت اقتصادات رأسمالية للدولة. والأهم من ذلك، أن هذه الاقتصادات لا تزال مبنية على ديناميكية الرأسمالية: تراكم رأس المال والإنتاج من أجل الربح (على عكس كونها مبنية على الإنتاج للاستخدام - المعيار المحدد للاشتراكية)، ولم تتجاوز نظام الرأسمالية بل كانت في الواقع تباين للرأسمالية على أساس عملية التراكم الموجه من الدولة.
على الجانب الآخر من الحجة، أولئك الذين يزعمون أنه لم يتم توليد فائض في القيمة من نشاط العمل أو من أسواق السلع الأساسية في الاقتصادات الاشتراكية المخطط لها، وبالتالي يدعون أنه لا توجد طبقة مستغلة، حتى لو كانت هناك تفاوتات. نظرًا لأنه تم التحكم في الأسعار وأدنى من مستويات المقاصة السوقية، لم يكن هناك عنصر من «القيمة المضافة» في نقطة البيع كما يحدث في اقتصاديات السوق الرأسمالية. تم بناء الأسعار من متوسط تكلفة المدخلات، بما في ذلك الأجور والضرائب والفوائد على الأسهم ورأس المال العامل، والبدلات لتغطية استرداد الاستثمار والاستهلاك، لذلك لم يكن هناك «هامش ربح» في السعر الذي يتحمله العملاء. لا تعكس الأجور سعر شراء العمالة لأن العمل لم يكن سلعة متداولة في السوق ولم تكن المنظمات التي تستخدمها تمتلك وسائل الإنتاج. تم تحديد الأجور على مستوى يسمح بمستوى معيشي لائق ومكافأة المهارات المتخصصة والمؤهلات التعليمية. من ناحية الاقتصاد الكلي، خصصت الخطة المنتج الوطني بأكمله للعمال على شكل أجور للاستخدام الخاص للعمال، مع حجب جزء ضئيل للاستثمار والواردات من الخارج. لا يعني الفرق بين متوسط قيمة الأجور وقيمة الناتج القومي للعامل وجود فائض في القيمة لأنه جزء من خطة موضوعة بوعي لتنمية المجتمع. علاوة على ذلك، فإن وجود عدم المساواة في الاقتصاديات الاشتراكية المخطط لها لا يعني وجود طبقة مستغلة. في اتحاد الجمهوريات الاشتراكية السوفياتية، تمكن أعضاء الحزب الشيوعي من شراء سلع نادرة في متاجر خاصة واستفادت النخبة القيادية من ملكية الدولة للعيش في مساكن أكثر اتساعًا وأحيانًا فاخرة. على الرغم من حصولهم على امتيازات غير متوفرة بشكل شائع وبالتالي بعض الدخل الإضافي العيني، لم يكن هناك فرق في أجرهم الرسمي مقارنة بأقرانهم من غير الأطراف. لم يتلق مديرو المؤسسات والعمال سوى الأجور والمكافآت المتعلقة بأهداف الإنتاج التي حددتها سلطات التخطيط. خارج القطاع التعاوني، الذي يتمتع بحريات اقتصادية أكبر وتم تقاسم أرباحه بين جميع أعضاء التعاونية، لم تكن هناك فئة لجني الأرباح.
يشير النقاد الاشتراكيون الآخرون إلى عدم وجود علاقات اجتماعية اشتراكية في هذه الاقتصادات - وتحديداً الافتقار إلى الإدارة الذاتية، والنخبة البيروقراطية القائمة على السلطات الهرمية والمركزية للسلطة، والافتقار إلى السيطرة الحقيقية للعاملين على وسائل الإنتاج - مما يقودهم. لنتوصل إلى أنهم لم يكونوا اشتراكيين ولكنهم إما جماعيين بيروقراطيين أو رأسمالية دولة. يجادل التروتسكيون بأنهم ليسوا اشتراكيين ولا رأسماليين - لكنهم دول عمالية مشوهة.
يتماشى هذا التحليل مع أطروحات لينين في شهر أبريل، والتي ذكرت أن هدف الثورة البلشفية لم يكن إدخال الاشتراكية، التي كان من الممكن تأسيسها على نطاق عالمي فقط، ولكن كان الهدف منها وضع الإنتاج والدولة تحت سيطرة السوفيت. نواب العمال. علاوة على ذلك، فإن هذه «الدول الشيوعية» لا تدعي في كثير من الأحيان أنها حققت اشتراكية في بلدانها ؛ على العكس من ذلك، يزعمون أنهم يبنون ويعملون من أجل تأسيس الاشتراكية في بلدانهم. على سبيل المثال، تنص ديباجة دستور جمهورية فيتنام الاشتراكية على أن فيتنام لم تدخل إلا مرحلة انتقالية بين الرأسمالية والاشتراكية بعد أن تم توحيد البلاد في ظل الحزب الشيوعي في عام 1976، ودستور الجمهورية لعام 1992 من كوبا تنص على أن دور الحزب الشيوعي هو «توجيه الجهد المشترك نحو أهداف وبناء الاشتراكية».
تحدى هذا الرأي من قبل الستالينيين وأتباعهم، الذين يزعمون أن الاشتراكية تأسست في الاتحاد السوفيتي بعد تولي جوزيف ستالين السلطة وتأسيس نظام الخطط الخمسية. جسد دستور الاتحاد السوفياتي لعام 1936، والمعروف باسم القانون الأساسي للاشتراكية المنتصرة، الادعاء بأن أسس الاشتراكية قد وضعت. قدم جوزيف ستالين نظرية الاشتراكية في بلد واحد، والذي جادل بأنه يمكن بناء الاشتراكية في بلد واحد، على الرغم من وجودها في نظام اقتصادي رأسمالي عالمي. ومع ذلك، فقد تم الاعتراف بأن المرحلة التي سيتم خلالها بناء الاشتراكية المتقدمة ستكون مرحلة طويلة ولن يتحقق من قبل الاتحاد السوفيتي من تلقاء نفسه. وفقًا للكتب المدرسية الرسمية، كانت المرحلة الأولى من الفترة الانتقالية من الرأسمالية إلى الاشتراكية قد استكملت بحلول السبعينيات في البلدان الاشتراكية الأوروبية (باستثناء بولندا ويوغوسلافيا) وفي منغوليا وكوبا. لن يتم الوصول إلى المرحلة التالية من الاشتراكية المتقدمة حتى يصبح «التكامل الاقتصادي للدول الاشتراكية عاملاً رئيسياً في تقدمها الاقتصادي» وقد أعيد بناء العلاقات الاجتماعية على «مبادئ جماعية». لقد وافق الكتاب الشيوعيون على أنه خلال هذه المراحل المبكرة من بناء الاشتراكية، حدث تبادل للسلع على أساس متوسط العمل الضروري اجتماعيًا الذي تجسد فيه، وشمل الوساطة في المال. كانت الاقتصادات المخططة الاشتراكية عبارة عن نظم لإنتاج السلع الأساسية، لكن تم توجيهها بطريقة واعية نحو تلبية احتياجات الناس وعدم تركها إلى «فوضى السوق». في مرحلة الاشتراكية المتقدمة، «تتحول حالة دكتاتورية البروليتاريا إلى حالة كل الناس تعكس تجانس المجتمع المتزايد» و «الخروج من مستويات التنمية الاقتصادية» داخل الدول الاشتراكية وفيما بينها. سيوفر الأساس لمرحلة أخرى من المجتمع الاشتراكي المثالي، حيث سمحت وفرة البضائع بتوزيعها حسب الحاجة. عندها فقط يمكن للنظام الاشتراكي العالمي أن يتقدم نحو المرحلة العليا من الشيوعية.

###### الاشنراكية العالمية
بحلول الثمانينات، احتضن النظام الاشتراكي الاقتصادي العالمي ثلث سكان العالم، لكنه لم يولد أكثر من 15 في المائة من الناتج الاقتصادي العالمي. في أوج ذروته في منتصف الثمانينيات، يمكن القول بأن النظام الاشتراكي العالمي يضم الدول التالية ذات «التوجه الاشتراكي»، على الرغم من أنها لم تكن جميعها حلفاء للاتحاد السوفيتي: أفغانستان، ألبانيا، أنغولا، بلغاريا، كمبوديا، الصين، كوبا، تشيكوسلوفاكيا، ألمانيا الشرقية، إثيوبيا، المجر، موزمبيق، نيكاراغوا، كوريا الشمالية، لاوس، منغوليا، بولندا، رومانيا، فيتنام، اليمن الجنوبي، يوغوسلافيا والاتحاد السوفيتي. لقد تعايش النظام جنبًا إلى جنب مع النظام الرأسمالي العالمي، ولكنه تأسس على مبادئ التعاون والمساعدة المتبادلة وليس على المنافسة والتنافس. تهدف البلدان المعنية إلى تحقيق مستوى التنمية الاقتصادية ولعب دور متساو في التقسيم الدولي. قام مجلس المساعدة الاقتصادية المتبادلة (CMEA) أو Comecon، وهو هيئة دولية أنشئت لتعزيز التنمية الاقتصادية، بدور مهم. وتضمن نشاط تخطيط مشترك، وإنشاء هيئات اقتصادية وعلمية وتقنية دولية وطرق التعاون بين وكالات الدولة والمؤسسات، بما في ذلك المشاريع الاحادية والمشاريع المشتركة. أهم المتحالفين مع CMEA كانت بنك التنمية الدولي، الذي أنشئ في عام 1971 ؛ والبنك الدولي للتعاون الاقتصادي، الذي تأسس عام 1963، والذي كان له مثيله في البنك الدولي وبنك التسويات الدولية وصندوق النقد الدولي في العالم غير الاشتراكي.
المهام الرئيسية ل CMEA هي تنسيق الخطط وتخصص الإنتاج والتجارة الإقليمية. في عام 1961، قدم نيكيتا خروتشوف، الزعيم السوفياتي، مقترحات لإقامة كومنولث اشتراكي متكامل ومخطط مركزياً تتخصص فيه كل منطقة جغرافية لإنتاج ما يتماشى مع مجموعة مواردها الطبيعية والبشرية. تم تبني الوثيقة الناتجة، «المبادئ الأساسية لشعبة العمل الاشتراكية الدولية» في نهاية عام 1961، على الرغم من اعتراضات رومانيا على جوانب معينة. «المبادئ الأساسية» لم تُنفذ بالكامل وتم استبدالها في عام 1971 بتبني «البرنامج الشامل لزيادة توسيع وتحسين التعاون وتنمية التكامل الاقتصادي الاشتراكي». نتيجة لذلك، تم عقد العديد من اتفاقيات التخصص بين الدول الأعضاء في CMEA لبرامج ومشاريع الاستثمار. تعهد البلد المستورد بالاعتماد على البلد المصدر لاستهلاكه للمنتج المعني. حصل تخصص الإنتاج في الهندسة والسيارات والكيماويات وأجهزة الكمبيوتر والأتمتة والاتصالات والتكنولوجيا الحيوية. تم تيسير التعاون العلمي والتقني بين الدول الأعضاء في CMEA من خلال إنشاء المركز الدولي للمعلومات العلمية والتقنية في موسكو عام 1969.
تم تقسيم التجارة بين الدول الأعضاء في CMEA إلى «سلع صلبة» و «سلع خفيفة». يمكن بيعها في الأسواق العالمية. تميل السلع مثل الأغذية ومنتجات الطاقة والمواد الخام إلى أن تكون سلعًا صلبة وتم تداولها داخل منطقة CMEA بأسعار السوق العالمية. تميل الشركات المصنعة إلى أن تكون سلعة، وكانت أسعارها قابلة للتداول وغالبًا ما يتم تعديلها للحفاظ على ميزان تدفقات المدفوعات الثنائية.
البلدان الأخرى التي لها امتياز في CMEA هي الجزائر وبنين وبورما والكونغو وفنلندا ومدغشقر ومالي والمكسيك ونيجيريا وسيشل وسوريا وتنزانيا وزيمبابوي. كما قدم الاتحاد السوفيتي مساعدات اقتصادية كبيرة ومساعدة تقنية للدول النامية بما فيها مصر والهند والعراق وإيران والصومال وتركيا. دعم البلدان النامية في الدعوة إلى نظام اقتصادي دولي جديد ودعم ميثاق الأمم المتحدة للحقوق الاقتصادية والتزامات الدول الذي اعتمدته الجمعية العامة في عام 1974.

#### منجزات النماذج الاقتصادية المختلطة
في الكتب المدرسية المعتمدة رسمياً والتي تصف الاقتصاديات الاشتراكية المخطط لها كما كانت موجودة في الثمانينيات، زُعم أن:
- لقد تم القضاء على القمع الطبقي والوطني.
- لقد تم القضاء على البطالة والجوع والفقر والأمية وعدم اليقين بشأن المستقبل.
- يتمتع كل مواطن بحق مضمون في العمل والراحة والتعليم والرعاية الصحية والإقامة والأمن في سن الشيخوخة والإعالة في حالة الإعاقة.
- مستويات المعيشة المادية آخذة في الارتفاع بشكل مطرد ولكل شخص حرية الوصول إلى المعرفة وقيم العالم والثقافة الوطنية.
- لكل مواطن الحق في الممارسة العملية في المشاركة في مناقشة وحل أي مشاكل في حياة المؤسسة والمنطقة والجمهورية والبلد الذي يعيش فيه، بما في ذلك الحق في حرية التعبير والتجمع والتظاهر.[81]

تُظهر البيانات التي جمعتها الأمم المتحدة لمؤشرات التنمية البشرية في أوائل التسعينيات أنه تم تحقيق مستوى عال من التنمية الاجتماعية في الاقتصادات الاشتراكية المخططة السابقة في وسط وشرق أوروبا ورابطة الدول المستقلة. كان العمر المتوقع في منطقة أوروبا الوسطى والشرقية / رابطة الدول المستقلة في الفترة 1985-1990 68 سنة، في حين أن لبلدان منظمة التعاون الاقتصادي والتنمية (OECD) كان 75 سنة. كانت وفيات الرضع في منطقة أوروبا الوسطى والشرقية / رابطة الدول المستقلة 25 لكل 1000 مولود حي في عام 1990، مقارنة بـ 13 في منطقة منظمة التعاون الاقتصادي والتنمية. من حيث التعليم، يتمتع المجالان بمحو أمية الكبار في جميع أنحاء العالم والتسجيل الكامل للأطفال في المدارس الابتدائية والثانوية. بالنسبة للتعليم العالي، كان لدى CEE / CIS 2600 طالب جامعي لكل 100000 من السكان، في حين كان الرقم المقارن في منظمة التعاون الاقتصادي والتنمية 3550 طالبًا. كان معدل الالتحاق الإجمالي في المرحلة الابتدائية والثانوية والثالث 75 في المائة في منطقة أوروبا الوسطى والشرقية ورابطة الدول المستقلة و 82 في المائة في بلدان منظمة التعاون والتنمية في الميدان الاقتصادي.
فيما يتعلق بالإسكان، كانت المشكلة الرئيسية هي الاكتظاظ السكاني بدلاً من التشرد في الاقتصادات الاشتراكية المخططة. في اتحاد الجمهوريات الاشتراكية السوفياتية، كانت مساحة الإقامة السكنية 15.5 متر مربع للشخص الواحد بحلول عام 1990 في المناطق الحضرية ولكن 15 في المئة من السكان كانوا بدون مساكن خاصة بهم واضطروا للعيش في شقق مشتركة وفقا لتعداد عام 1989. كان الإسكان بشكل عام ذا نوعية جيدة في كل من منطقة أوروبا الوسطى والشرقية ورابطة الدول المستقلة وفي بلدان منظمة التعاون الاقتصادي والتنمية: 98 و 99 في المائة من سكان بلدان منظمة التعاون والتنمية في الميدان الاقتصادي يتمتعون بمياه الشرب المأمونة وخدمات الصرف الصحي المحسنة على التوالي، مقارنة بنسبة 93 و 85 في المائة في أوروبا الوسطى والشرقية / منطقة رابطة الدول المستقلة بحلول عام 1990.
لم تكن البطالة موجودة رسميًا في الاقتصاديات الاشتراكية المخططة، على الرغم من وجود أشخاص بين الوظائف وقليل من العاطلين عن العمل نتيجة للمرض أو الإعاقة أو غيرها من المشكلات، مثل إدمان الكحول. كانت نسبة الأشخاص الذين يغيرون وظائفهم تتراوح بين 6 و 13 في المائة من قوة العمل في السنة وفقا لبيانات التوظيف خلال السبعينات والثمانينات في أوروبا الوسطى والشرقية والاتحاد السوفياتي. تم تأسيس تبادلات العمل في اتحاد الجمهوريات الاشتراكية السوفياتية في عام 1967 لمساعدة الشركات على إعادة تخصيص العمال وتوفير معلومات عن الوظائف الشاغرة. خطط التأمين الإلزامي ضد البطالة تعمل في بلغاريا وألمانيا الشرقية والمجر ولكن الأرقام التي تطالب بالدعم نتيجة لفقدان وظيفتهم دون أي خطأ من جانبهم كانت تبلغ بضع مئات في السنة.
بحلول عام 1988، بلغ الناتج المحلي الإجمالي للشخص الواحد، المقاس بتكافؤ القوة الشرائية بالدولار الأمريكي، 7,519 دولارًا في روسيا و 6304 دولارًا للاتحاد السوفيتي. وكان أعلى دخل موجوداً في سلوفينيا (10663 دولارًا) وإستونيا (0978 دولارًا) وأدنى دخل في ألبانيا (386 1 دولارًا) وطاجيكستان (2730 دولارًا). في جميع أنحاء أوروبا الوسطى والشرقية / رابطة الدول المستقلة، يقدر إجمالي الناتج المحلي للفرد بحوالي 6,162 دولار. هذا مقارنة بالولايات المتحدة الأمريكية بمبلغ 20,651 دولار و 16,006 دولار لألمانيا في نفس العام. بالنسبة لمنطقة منظمة التعاون الاقتصادي والتنمية، بلغ إجمالي الناتج المحلي الإجمالي للفرد 14385 دولار. وبالتالي، على أساس تقديرات صندوق النقد الدولي، كان الدخل القومي (GDP) للشخص الواحد في منطقة أوروبا الوسطى والشرقية / رابطة الدول المستقلة 43 في المائة من ذلك في منطقة منظمة التعاون الاقتصادي والتنمية.

#### المشاكل الاقتصادية للاقتصادات المختلطة
منذ الستينيات فصاعدًا، حاولت بلدان CMEA، بداية من ألمانيا الشرقية، اتباع إستراتيجيات نمو «مكثفة»، تهدف إلى زيادة إنتاجية العمالة ورأس المال. ومع ذلك، يعني هذا في الممارسة العملية أن الاستثمار تحول نحو فروع جديدة للصناعة، بما في ذلك قطاعات الإلكترونيات والحوسبة والسيارات والطاقة النووية، مما ترك الصناعات الثقيلة التقليدية تعتمد على التقنيات القديمة. على الرغم من الخطاب حول التحديث، ظل الابتكار ضعيفًا لأن مديري المؤسسات يفضلون الإنتاج الروتيني الذي كان من الأسهل التخطيط له وتقديم مكافآت يمكن التنبؤ بها. أعاقت عمليات الحظر على صادرات التكنولوجيا العالية من خلال ترتيب COCOM المدعوم من الولايات المتحدة نقل التكنولوجيا. تجاهل مديرو المؤسسات أيضًا الحوافز لإدخال تدابير لتوفير العمالة حيث كانوا يرغبون في الاحتفاظ باحتياطي من الأفراد ليكونوا متاحين لتحقيق هدف الإنتاج الخاص بهم من خلال العمل بأقصى سرعة عندما يتم تأخير الإمدادات.
في ظل ظروف «التخطيط المشدود»، كان من المتوقع أن ينتج الاقتصاد حجم إنتاج أعلى من قدرة الشركات المُبلغ عنها ولم يكن هناك «ركود» في النظام. واجهت المؤسسات قيودًا على الموارد واليد العاملة المخزنة وغيرها من المدخلات وتجنب أنشطة الإنتاج الوسيطة، مفضّلة الإبقاء على العمل داخل الشركة. المؤسسة، وفقًا للنظرية التي أصدرها يانوس كورناي، كانت مقيدة بمواردها وليس بسبب الطلب على سلعها وخدماتها ؛ ولم تكن مقيدة بسبب مواردها المالية حيث لم يكن من المرجح أن تغلقها الحكومة إذا فشلت في تحقيق أهدافها المالية. تعمل الشركات في الاقتصادات الاشتراكية المخططة ضمن قيود ميزانية «ميسرة»، على عكس المؤسسات في اقتصادات السوق الرأسمالية التي تخضع لقيود الطلب وتعمل ضمن قيود الميزانية «الصعبة»، لأنها تواجه الإفلاس إذا تجاوزت تكاليفها مبيعاتها. نظرًا لأن جميع المنتجين كانوا يعملون في اقتصاد محدود الموارد، فإنهم دائمًا ما يعانون من نقص ولا يمكن القضاء على هذا النقص، مما يؤدي إلى تعطيل مزمن لجداول الإنتاج. وكان تأثير هذا هو الحفاظ على مستوى عال من العمالة.
نظرًا لأن إمدادات السلع الاستهلاكية لم تتطابق مع ارتفاع الدخول (لأن العمال ما زالوا يتلقون أجورهم حتى لو لم تكن منتجة بشكل كامل)، فقد تراكمت مدخرات الأسر، مما يشير في المصطلح الرسمي إلى «تأجيل الطلب». أطلق الاقتصاديون الغربيون على هذا «التراكم النقدي» أو «التضخم المكبوت». كانت الأسعار في السوق السوداء أعلى بعدة مرات عنها في المنافذ الرسمية التي تتحكم في الأسعار، مما يعكس ندرة المبيعات غير القانونية لهذه المواد. لذلك، على الرغم من انخفاض مستوى رفاهية المستهلك بسبب النقص، فإن الأسعار التي تدفعها الأسر مقابل استهلاكها المنتظم كانت أقل مما كان عليه الحال لو تم تحديد الأسعار عند مستويات المقاصة السوقية.
على مدار الثمانينيات، أصبح من الواضح أن منطقة CMEA كانت «في أزمة»، على الرغم من أنها بقيت قابلة للحياة اقتصاديًا ولم يكن من المتوقع أن تنهار. كان نموذج النمو «الشامل» يعيق النمو في CMEA ككل، حيث تعتمد الدول الأعضاء على إمدادات المواد الخام من الاتحاد السوفياتي وعلى السوق السوفيتي لمبيعات البضائع. ويعكس الانخفاض في معدلات النمو مزيجًا من تناقص العوائد على تراكم رأس المال وضعف الابتكار فضلاً عن عدم كفاءة الاقتصاد الجزئي، والذي لم يكن بمقدور معدل الادخار والاستثمار العالي مواجهته. كان من المفترض أن تضمن CMEA تنسيق الخطط الوطنية لكنها فشلت حتى في تطوير منهجية مشتركة للتخطيط والتي يمكن اعتمادها من قبل الدول الأعضاء فيها. نظرًا لأن كل دولة عضو كانت مترددة في التخلي عن الاكتفاء الذاتي الوطني، فقد تم إحباط جهود CMEA لتشجيع التخصص. كان هناك عدد قليل جدًا من المشاريع المشتركة، وبالتالي كان هناك القليل من نقل التكنولوجيا والتجارة داخل المؤسسات، والتي كانت في كثير من الأحيان تقوم بها الشركات عبر الوطنية في العالم الرأسمالي. لم يكن لدى البنك الدولي للتعاون الاقتصادي أي وسيلة لتحويل الفائض التجاري لبلد ما إلى خيار لشراء السلع والخدمات من أعضاء CMEA الآخرين.

### الانتقال إلى اقتصاد السوق
بعد تفكك الاتحاد السوفيتي والكتلة الشرقية، بدأت العديد من الدول الاشتراكية الباقية التي تترأس اقتصادات مخططة مركزياً في إدخال إصلاحات حولت اقتصاداتها بعيداً عن التخطيط المركزي. في أوروبا الوسطى والشرقية واتحاد الجمهوريات الاشتراكية السوفياتية، كان الانتقال من الاقتصاد المخطط إلى اقتصاد السوق مصحوبًا بتحويل وضع الإنتاج الاشتراكي إلى نمط الإنتاج الرأسمالي. في آسيا (الصين، لاوس، كوريا الشمالية وفيتنام) وفي كوبا، تم إدخال آليات السوق من قبل الأحزاب الشيوعية الحاكمة، وتم إصلاح نظام التخطيط دون تغيير نظامي.
إن التحول من الاشتراكية إلى الرأسمالية ينطوي على تحول سياسي: من الديمقراطية الشعبية (انظر الجمهورية الشعبية والدولة الشيوعية) مع «دور قيادي» راسخ دستوريًا للأحزاب الشيوعية والعمال في المجتمع إلى ديمقراطية تمثيلية ليبرالية مع فصل تشريعي والسلطات التنفيذية والقضائية ومراكز السلطة الخاصة التي يمكن أن تعمل كبح لنشاط الدولة.
تبنت فيتنام نموذجًا اقتصاديًا أطلق عليه رسميًا اقتصاد السوق ذي التوجه الاشتراكي. هذا النظام الاقتصادي هو شكل من أشكال الاقتصاد المختلط الذي يتألف من مؤسسات حكومية وخاصة وتعاونية وفردية تنسقها آلية السوق. يهدف هذا النظام إلى أن يكون مرحلة انتقالية في تطور الاشتراكية.

#### المراحلة الانتقالية
إن تحول النظام الاقتصادي من الاقتصاد الاشتراكي المخطط إلى اقتصاد السوق الرأسمالي في أوروبا الوسطى والشرقية، والاتحاد السوفيتي السابق ومنغوليا في التسعينيات، تضمن سلسلة من التغييرات المؤسسية. وشملت هذه:
- تمت إزالة السيطرة على وسائل الإنتاج من الدولة من خلال الخصخصة وإعادة حقوق الملكية الخاصة. في العديد من البلدان، تمت استعادة الممتلكات لأصحابها السابقين أو خلفائهم القانونيين. إذا تعذر إرجاع الممتلكات الفعلية، فقد حصل أصحابها السابقين على تعويض. حدث هذا في ألمانيا الشرقية وتشيكوسلوفاكيا والمجر وإستونيا. في جميع بلدان كومنولث الدول المستقلة، قررت الحكومة عدم الاستعادة أو التعويض على أساس أن الكثير من الوقت قد انقضى، وفي كثير من الحالات، تم التعويض بالفعل من خلال المعاهدات الثنائية بين الاتحاد السوفياتي والحكومات الأجنبية التي تمثل المالكين السابقين. تم إجراء خصخصة القسائم التي حصل فيها المواطنون والعمال في الشركات على أسهم مجانية أو رخيصة في معظم الاقتصادات التي تمر بمرحلة انتقالية.[97]
- تم إلغاء نظام اتخاذ القرار من خلال إنهاء التخطيط المركزي وخصخصة المؤسسات. فقدت مجموعات العمل والنقابات العمالية الكثير من نفوذها في عملية صنع القرار في المؤسسات.
- أصبحت الأسواق آلية التنسيق المهيمنة بعد تحرير الأسعار وإلغاء السيطرة على التجارة الخارجية التي سمحت باستيراد غير مقيد أكثر أو أقل للسلع في 1990/1992. اختفت قوائم الانتظار في منافذ البيع بالتجزئة كما فعلت المخزونات المخزنة في المصانع. تم تأسيس البورصة بين عامي 1990 و 1995. تم تقديم تشريع لمكافحة الاحتكار.[98] نظرًا لأن العمال فقدوا وظائفهم أو وجدوا أن أجورهم غير مدفوعة الأجر، فإن أسواق العمل غير الرسمية نشأت على طول شوارع معينة، وخاصةً في تجارة البناء.[99]
- تم تعديل نظام الحوافز من خلال تقنين المشاريع الخاصة والتغيير في قوانين العمل. مجال غير رسمي كبير تم تطويره ويتألف من 21 إلى 30 بالمائة من الحسابات الرسمية للناتج المحلي الإجمالي.[100]
- تمت إعادة هيكلة الأشكال التنظيمية السائدة في الاقتصادات الاشتراكية المخطط لها عن طريق تفكيك المخاوف الصناعية والزراعية المتكاملة رأسيا وإغلاق التعهدات غير القابلة للحياة. كان تشديد قيود ميزانية المؤسسة أكثر أهمية في دفع إعادة الهيكلة الصناعية من الخصخصة وفقًا لبعض الدراسات.[101]
- أصبح نظام التوزيع غير متكافئ أكثر حيث تمت إزالة ضوابط الأسعار على الضروريات مما أدى إلى نمو الفقر بين الأشخاص ذوي الدخل الثابت مثل المتقاعدين والعاطلين عن العمل. أثبتت تدابير إعادة التوزيع من خلال الضرائب وشبكات الأمان الاجتماعي أنها غير قادرة على مواجهة نمو الفقر، وفي الطرف الآخر من نطاق الدخل، بروز نخبة من رجال الأعمال الأثرياء (انظر أيضًا القلة التجارية).
- تم إصلاح آلية الاختيار العام لإلغاء الدور القيادي للحزب الشيوعي وتقديم دستور ليبرالي يرسخ الحقوق المدنية والديمقراطية التمثيلية في جميع الاقتصادات التي تمر بمرحلة انتقالية تقريبًا باستثناء بيلاروسيا وتركمانستان وأوزبكستان.

#### جمهورية الصين الشعبية
تبنت الصين الاقتصاد الاشتراكي المخطط بعد النصر الشيوعي في الحرب الأهلية. تم إلغاء الملكية الخاصة والملكية الخاصة لرأس المال، وأصبحت أشكال الثروة المختلفة خاضعة لسيطرة الدولة أو لمجالس العمال.
اعتمد الاقتصاد الصيني على نطاق واسع نظامًا مشابهًا لحصص الإنتاج والعمالة الكاملة عن طريق النموذج الروسي. شهدت القفزة الكبرى للأمام تجربة واسعة النطاق بشكل ملحوظ مع التجميع السريع للزراعة، وغيرها من الأهداف الطموحة. النتائج كانت أقل من المتوقع، (على سبيل المثال، كان هناك نقص في الغذاء والمجاعة الجماعية) وتم التخلي عن البرنامج بعد ثلاث سنوات.
في العقود الأخيرة، فتحت الصين اقتصادها أمام الاستثمار الأجنبي والتجارة القائمة على السوق، واستمرت في تحقيق نمو اقتصادي قوي. لقد أدارت بعناية الانتقال من الاقتصاد الاشتراكي المخطط إلى اقتصاد السوق، والذي يشار إليه رسمياً باسم اقتصاد سوق السلع الاشتراكي، والذي يشبه رأسمالية الدولة من قبل بعض المراقبين الخارجيين.
يتميز النظام الاقتصادي الصيني الحالي بملكية الدولة إلى جانب القطاع الخاص القوي الذي تقوم المؤسسات الخاصة التي يولد حوالي 33% (People's Daily Online 2005) بأكثر من 50% من الناتج المحلي الإجمالي في عام 2005، مع مقال بيزنس ويك تقدير 70% من الناتج المحلي الإجمالي، وهو رقم قد يكون أكبر بالنظر إلى نظام Chengbao. يلاحظ بعض المراقبين الغربيين أنه من غير المرجح أن يستخف مسؤولو الدولة بالقطاع الخاص في حساب الناتج المحلي الإجمالي بسبب ميله لتجاهل الشركات الخاصة الصغيرة غير المسجلة. تخضع معظم قطاعات الاقتصاد الحكومية والخاصة لممارسات السوق الحرة، بما في ذلك بورصة الأوراق المالية للمتاجرة في الأسهم. السوق الحر هو المحكم لمعظم النشاط الاقتصادي، والذي يترك لإدارة كل من الشركات الحكومية والخاصة. يوجد عدد كبير من الشركات المملوكة ملكية خاصة، لا سيما في قطاع الخدمات الاستهلاكية.

#### فيتنام
اتبعت جمهورية فيتنام الاشتراكية إصلاحات اقتصادية مماثلة للصين، وإن كان ذلك على نطاق أقل، مما أدى إلى اقتصاد سوقي ذي توجه اشتراكي، اقتصاد مختلط تلعب فيه الدولة دورًا مهيمنًا يهدف إلى أن يكون مرحلة انتقالية في إنشاء اقتصاد اشتراكي.
يتركز قطاع الدولة في «المرتفعات القيادية» للاقتصاد مع القطاع الخاص المتنامي الذي يعمل بشكل أساسي في إنتاج السلع الأساسية والصناعات الخفيفة. لقد تم استبدال التخطيط التوجيهي المركزي بناءً على متطلبات الإنتاج الإلزامية وحصص الإنتاج من خلال آلية السوق الحرة لمعظم الاقتصاد، ويستخدم التخطيط التوجيهي في بعض صناعات الدولة الكبيرة. الفرق الرئيسي عن الاقتصاد القديم المخطط هو خصخصة مؤسسات الدولة. لا تزال هناك 150 شركة مملوكة للدولة وترفع تقاريرها مباشرة إلى الحكومة المركزية، ومعظمها لديها عدد من الشركات التابعة. بحلول عام 2008، أصبحت هذه الشركات المملوكة للدولة ديناميكية على نحو متزايد المساهمة إلى حد كبير في زيادة الإيرادات للدولة. قاد القطاع الحكومي عملية الانتعاش الاقتصادي وزيادة النمو الاقتصادي في عام 2009 بعد الأزمات المالية.
يتم الدفاع عن هذا النوع من النظام الاقتصادي من منظور ماركسي ينص على أن الاقتصاد الاشتراكي المخطط لا يمكن تحقيقه إلا بعد تأسيس اقتصاد سوق السلع الأساسية الضروري أولاً، مما يسمح له بالتطور بالكامل حتى يستنفذ مرحلته التاريخية ويتحول تدريجياً إلى اقتصاد مخطط. يميز مؤيدو هذا النموذج أنفسهم عن الاشتراكيين في السوق الذين يعتقدون أن التخطيط الاقتصادي لا يمكن تحقيقه أو غير مرغوب فيه أو غير فعال في توزيع البضائع، معتبرين أن السوق هو الحل وليس مرحلة مؤقتة في تنمية الاقتصاد الاشتراكي المخطط.

#### كوبا
بدأت جمهورية كوبا، بقيادة راؤول كاسترو، من عام 2006 لتشجيع التعاونيات وملكية العمال والتوظيف الذاتي في خطوة تهدف إلى تقليص الدور المركزي للمؤسسات الحكومية وإدارة الدولة في الاقتصاد، بهدف بناء «أعمق» أو أكثر شكل من أشكال الاشتراكية الاشتراكية. بحلول عام 2018، كان هناك 429 جمعية تعاونية في كوبا، كان الكثير منها في السابق شركات مملوكة للدولة.

### الاقتصادات المختلطة الديمقراطية
جربت العديد من الدول الصناعية المفتوحة في أوروبا الغربية شكلاً من أشكال الاقتصاديات الاجتماعية المختلطة الديمقراطية أو غيرها خلال القرن العشرين. وتشمل هذه بريطانيا (الاقتصاد المختلط ودولة الرفاه) من 1945 إلى 1979، وفرنسا (رأسمالية الدولة والتخطيط الإرشادي) من 1945 إلى 1982 تحت dirigisme، والسويد (دولة الرفاه الاجتماعي الديمقراطي) والنرويج (الاقتصاد الاجتماعي المختلط الديمقراطي الاجتماعي) إلى الوقت الحاضر. يمكن اعتبارها تجارب ديمقراطية اجتماعية، لأنها احتفظت عالميًا باقتصاد قائم على الأجور وملكية خاصة وسيطرة على وسائل الإنتاج الحاسمة.
ومع ذلك، حاولت دول أوروبا الغربية إعادة هيكلة اقتصاداتها بعيداً عن النموذج الرأسمالي، تتراوح الاختلافات من دول الرفاه الاجتماعي الديمقراطي، كما هو الحال في السويد، إلى الاقتصادات المختلطة حيث تأتي نسبة كبيرة من الناتج المحلي الإجمالي من قطاع الدولة، كما هو الحال في النرويج، التي تعد من بين أعلى البلدان في نوعية الحياة وتكافؤ الفرص لمواطنيها. تستمر عناصر هذه الجهود في جميع أنحاء أوروبا، حتى لو ألغت بعض جوانب الرقابة العامة والملكية.
```
تتميز هذه الاقتصادات عادةً بـ:
```

- تأميم الصناعات الرئيسية، مثل التعدين والنفط والصلب والطاقة والنقل. هناك نموذج شائع يتمثل في سيطرة القطاع على الدولة ومن ثم شركة واحدة أو أكثر من الشركات المملوكة للقطاع العام التي تم إنشاؤها لتشغيلها يوميًا. تشمل مزايا التأميم ما يلي: قدرة الدولة على توجيه الاستثمار في الصناعات الرئيسية، وتوزيع أرباح الدولة من الصناعات المؤممة من أجل الصالح الوطني العام، والقدرة على توجيه المنتجين إلى الأهداف الاجتماعية وليس السوقية، وزيادة السيطرة على الصناعات من خلال وللعمال، وفوائد وأعباء البحث والتطوير الممولة من القطاع العام تمتد لتشمل السكان على نطاق أوسع.
- إعادة توزيع الثروة، من خلال سياسات الضرائب والإنفاق التي تهدف إلى الحد من التفاوتات الاقتصادية. تستخدم الديمقراطيات الاجتماعية عادة أشكالًا مختلفة من الضرائب التدريجية فيما يتعلق بدخل الأجور ودخل الأعمال والثروة والميراث ومكاسب رأس المال والممتلكات. على جانب الإنفاق، توفر مجموعة من السياسات الاجتماعية عادةً إمكانية الوصول المجاني إلى الخدمات العامة مثل التعليم والرعاية الصحية ورعاية الطفل، في حين أن الحصول على الإسكان والمواد الغذائية والسلع الصيدلانية وإمدادات المياه وإدارة النفايات والكهرباء أمر شائع أيضًا.
- مخططات الضمان الاجتماعي حيث يساهم العمال في برنامج التأمين العام الإلزامي. يشمل التأمين عادةً الأحكام النقدية لمعاشات التقاعد واستحقاقات الباقين على قيد الحياة والإعاقات الدائمة والمؤقتة والبطالة والإجازة الوالدية. بخلاف التأمين الخاص، تستند المخططات الحكومية إلى القوانين العامة وليس العقود، بحيث تتغير المساهمات والمزايا في الوقت المحدد وتستند إلى التضامن بين المشاركين. يتم تمويلها بشكل مستمر، دون علاقة مباشرة بالالتزامات المستقبلية.
- الحد الأدنى للأجور، وحماية العمالة وحقوق الاعتراف النقابات لصالح العمال. أهداف هذه السياسات هي ضمان الأجور المعيشية والمساعدة في إنتاج العمالة الكاملة. هناك عدد من النماذج المختلفة للحماية النقابية التي تطورت، لكنها جميعًا تضمن حق العمال في تكوين النقابات والتفاوض بشأن المزايا والمشاركة في الإضرابات. على سبيل المثال، عينت ألمانيا ممثلين نقابيين على أعلى المستويات في جميع الشركات وكان الصراع الصناعي أقل بكثير من المملكة المتحدة، التي شجعت قوانينها الإضرابات بدلاً من التفاوض.
- التخطيط الوطني للتنمية الصناعية.
- إدارة الطلب بطريقة كينزية للمساعدة في ضمان النمو الاقتصادي والعمالة.

### رأسمالية الدولة
تطورت الاقتصاديات الرأسمالية المختلفة في الدولة، والتي تتألف من مؤسسات حكومية تجارية كبيرة تعمل وفقًا لقوانين الرأسمالية وتسعى لتحقيق الأرباح، في البلدان التي تأثرت بأحزاب سياسية اشتراكية مختلفة منتخبة وإصلاحاتها الاقتصادية. في حين أن هذه السياسات والإصلاحات لم تغير الجانب الأساسي للرأسمالية، ودعمت العناصر غير الاشتراكية داخل هذه البلدان أو نفذت في كثير من الأحيان العديد من هذه الإصلاحات بأنفسها، كانت النتيجة مجموعة من المؤسسات الاقتصادية التي تأثرت جزئيًا على الأقل بالإيديولوجية الاشتراكية.

#### سنغافورة
اتبعت سنغافورة نموذجًا للتنمية الاقتصادية بقيادة الدولة في ظل حزب العمل الشعبي، الذي تبنى في البداية مقاربة لينينية للسياسة ونموذج اشتراكي واسع للتنمية الاقتصادية. كان حزب العمال الاشتراكي في البداية عضوا في الاشتراكية الدولية. تهيمن الشركات المملوكة للدولة والشركات المرتبطة بالحكومة على اقتصاد سنغافورة من خلال شركة Temasek Holdings التي تولد 60% من إجمالي الناتج المحلي لسنغافورة. تعمل Temasek Holdings مثل أي شركة أخرى في اقتصاد السوق.و تتم مكافأة المدراء وفقًا للأرباح في بنية صريحة لتطوير عقلية الملكية.
توفر الدولة أيضًا السكن والتعليم المجاني والصحة والخدمات الترفيهية، فضلاً عن وسائل النقل العامة الشاملة. غالبًا ما تتميز سنغافورة اليوم بوجود اقتصاد رأسمالي للدولة يجمع بين التخطيط الاقتصادي والسوق الحرة. بينما تساهم الشركات المرتبطة بالحكومة في غالبية الناتج المحلي الإجمالي لسنغافورة، وقد انخفض تخطيط الدولة المعتدل في الاقتصاد في العقود الأخيرة.

#### الهند
بعد الحصول على الاستقلال من بريطانيا، تبنت الهند مقاربة مستوحاة من الاشتراكية تجاه النمو الاقتصادي. مثل البلدان الأخرى التي تمر بمرحلة انتقالية ديمقراطية إلى اقتصاد مختلط، لم تلغ الملكية الخاصة في رأس المال. شرعت الهند في تأميم العديد من الشركات الكبيرة التي يديرها القطاع الخاص، وخلق مؤسسات مملوكة للدولة وإعادة توزيع الدخل من خلال فرض ضرائب تدريجية بطريقة تشبه دول أوروبا الغربية الديمقراطية الاجتماعية مقارنة بالاقتصادات المخطط لها مثل الاتحاد السوفيتي أو الصين. اليوم، غالباً ما تتميز الهند بوجود اقتصاد السوق الحر الذي يجمع بين التخطيط الاقتصادي والسوق الحرة. ومع ذلك، فقد اعتمدت تركيزًا قويًا للغاية على التخطيط الوطني من خلال سلسلة من الخطط الخمسية الواسعة.

### كومونة باريس
تم اعتبار كومونة باريس كنموذج نموذجا أولي للتنظيم الاقتصادي والسياسي لمجتمع اشتراكي في المستقبل من قبل كارل ماركس. ألغيت الملكية الخاصة في وسائل الإنتاج بحيث امتلك الأفراد والجمعيات التعاونية للمنتجين الملكية الإنتاجية واتخذوا تدابير ديمقراطية حيث لم يحصل المسؤولون المنتخبون على تعويض أكثر من العامل العادي ويمكن استدعاؤهم في أي وقت. شارك الأناركيون أيضًا بنشاط في تأسيس كومونة باريس. يظهر جورج وودكوك أن "مساهمة بارزة في أنشطة الكومونة وخاصةً في تنظيم الخدمات العامة قدمها أعضاء من مختلف الفصائل الأناركية، بما في ذلك الاشتراكيون كوربيت ولونجويت وفيرموريل، وجمعيو التحررية فارلين ومالون وليفرانجايز، وbakuninists ايلي وElisée Reclus ولويس ميشيل.

### الملكية الاجتماعية وإنتاج الند للند
توجد أشكال مختلفة من المنظمات الاشتراكية القائمة على اتخاذ القرارات التعاونية، وديمقراطية مكان العمل، وفي بعض الحالات، الإنتاج للاستخدام مباشرة، في السياق الأوسع للنمط الرأسمالي للإنتاج منذ كومونة باريس. بدأت أشكال جديدة من الترتيبات المؤسسية الاشتراكية في التبلور في نهاية القرن العشرين مع تقدم وانتشار الإنترنت وغيرها من الأدوات التي تسمح باتخاذ القرارات التعاونية.
يحدد ميشيل باوينز ظهور حركة البرمجيات المفتوحة وإنتاج الند للند كطريقة بديلة ناشئة للإنتاج للاقتصاد الرأسمالي تقوم على الإدارة الذاتية التعاونية والملكية المشتركة للموارد والإنتاج (المباشر) للاستخدام - القيم من خلال التعاون الحر للمنتجين الذين لديهم إمكانية الوصول إلى رأس المال الموزع.
يشتمل إنتاج النظراء القائم على المشاع عمومًا على المطورين الذين ينتجون سلعًا وخدمات بدون هدف للربح مباشرةً، ولكنهم يساهمون بحرية في مشروع يعتمد على مجموعة مشتركة مفتوحة من الموارد ورمز البرنامج. في كلتا الحالتين، يتم تنفيذ الإنتاج مباشرة للاستخدام - يتم إنتاج البرنامج فقط من أجل قيمة الاستخدام الخاصة به.
ويكيبيديا، التي تعتمد على التعاون والأفراد المرتبطين بحرية، قد تم الاستشهاد بها كنموذج لكيفية عمل الاشتراكية. هذا مثال حديث لكومونة باريس - وهو قالب لتنظيم مستقبلي محتمل - لماركس في عصره.

#### جمهورية يوغوسلافيا الاتحادية الاشتراكية
اتبعت جمهورية يوغوسلافيا الاتحادية الاشتراكية اقتصادًا اشتراكيًا قائمًا على الاستقلال الذاتي أو الإدارة الذاتية للعمال. بدلاً من تنفيذ الاقتصاد المخطط مركزياً، طورت يوغوسلافيا نظامًا اشتراكيًا للسوق حيث كانت الشركات والشركات مملوكة اجتماعيًا وليس ملكًا للدولة.
في هذه المنظمات، تم انتخاب الإدارة مباشرة من قبل العمال في كل شركة، وتم تنظيمها لاحقًا وفقًا لنظرية إدوارد كارديلج حول العمل المرتبط بها.

#### الشركات المدارة ذاتيا
تقوم شركة Mondragon Corporation، وهي اتحاد للتعاونيات في منطقة الباسك في إسبانيا، بتنظيم نفسها كمؤسسة مملوكة للموظفين، ويديرها الموظفون. تم تبني أساليب مماثلة للإدارة اللامركزية، والتي تعمل على اساس التعاون بدلاً من هياكل الإدارة الهرمية التقليدية، من قبل العديد من الشركات الخاصة مثل Cisco Systems، inc. ولكن على عكس موندراجون، تظل سيسكو راسخة تحت الملكية الخاصة. والأهم من ذلك هو أن الشركات التي يديرها الموظفون والمدارة الذاتية لا تزال تعمل ضمن السياق الأوسع للرأسمالية وتخضع لتراكم رأس المال وآلية الربح.

### إسبانيا الأناراكية
في إسبانيا، رفضت النقابة الوطنية للأناركو النقابي Confederación Nacional del Trabajo في البداية الانضمام إلى تحالف انتخابي على جبهة شعبية، مما أدى إلى رفض مؤيدي CNT فوز اليمين في الانتخابات.
في عام 1936، غير المجلس الوطني للسياسة النقدية سياسته وساعدت الأصوات الأناركية في إعادة الجبهة الشعبية إلى السلطة. بعد شهور، استجابت الطبقة الحاكمة السابقة بمحاولة انقلابية تسببت في الحرب الأهلية الإسبانية (1936-1939). وردا على تمرد الجيش، بدعم من الميليشيات المسلحة، سيطرت على برشلونة وعلى مناطق واسعة من ريف اسبانيا. لكن حتى قبل النصر الفاشي في عام 1939، كان الأناركيون يفقدون أرضهم في صراع مرير مع الستالينيين، الذين سيطروا على توزيع المساعدات العسكرية للقضية الجمهورية من الاتحاد السوفيتي. كانت الأحداث المعروفة باسم الثورة الإسبانية ثورة اجتماعية للعمال بدأت خلال اندلاع الحرب الأهلية الإسبانية في عام 1936 وأسفرت عن التطبيق واسع النطاق للمبادئ التنظيمية الاشتراكية الأناركية والليبرالية في أجزاء مختلفة من البلاد لمدة تتراوح بين اثنين وثلاثة سنوات، في المقام الأول كاتالونيا، أراغون، الأندلس، وأجزاء من ليفانتي. تم وضع الكثير من الاقتصاد الإسباني تحت سيطرة العمال. في معاقل أناركية مثل كاتالونيا، كان الرقم يصل إلى 75 ٪، ولكن أقل في المناطق ذات النفوذ الشديد للحزب الشيوعي في إسبانيا، حيث قاوم الحزب السوفياتي بنشاط محاولات سن التشريعات الجماعية. تم تشغيل المصانع من خلال لجان العمال.
يقدر المؤرخ الأناركي سام دولجوف أن حوالي ثمانية ملايين شخص شاركوا بشكل مباشر أو على الأقل بشكل غير مباشر في الثورة الإسبانية، التي زعم أنها «أصبحت أقرب إلى إدراك المثل الأعلى لمجتمع عديمي الجنسية الحر على نطاق واسع من أي ثورة أخرى في التاريخ.»

## انتقادات
نقد الاقتصاديين الاشتراكيين يأتي من اقتصاديي السوق، بما في ذلك الكلاسيكيين، والكلاسيكيين الجدد، وكذلك من بعض الاقتصاديين الأناركيين. إلى جانب هذا، فإن بعض النظريات الاقتصادية الاشتراكية تنتقد من قبل اشتراكيين آخرين. على سبيل المثال، ينتقد خبراء الاقتصاد الاشتراكي التحرري والمشتركين والسياسيين، على سبيل المثال، التخطيط الاقتصادي المركزي ويقترحون الاقتصاد التشاركي والاشتراكية اللامركزية.
ينتقد خبراء السوق عمومًا الاشتراكية بسبب القضاء على السوق الحرة وإشارات أسعارها، والتي يعتبرونها ضرورية للحساب الاقتصادي العقلاني. كما أنهم يعتبرون أنه يسبب نقص الحافز. وهم يعتقدون أن هذه المشكلات تؤدي إلى معدل أبطأ للتقدم التكنولوجي ومعدل أبطأ لنمو الناتج المحلي الإجمالي.
جادل خبراء الاقتصاد في المدارس النمساوية، مثل فريدريش حايك ولودفيج فون ميسيس، بأن القضاء على الملكية الخاصة لوسائل الإنتاج سيؤدي حتماً إلى خلق ظروف اقتصادية أسوأ للجمهور العام عن الظروف الاقتصادية السائدة في اقتصادات السوق. يجادلون أنه بدون إشارات الأسعار في السوق، من المستحيل حساب كيفية تخصيص الموارد بطريقة عقلانية. دعا ميسس هذه المشكلة بـِ مشكلة حساب الاقتصادية. رد الاقتصاديان البولنديان أوسكار لانج وأبا ليرنر على حجة ميسيس من خلال تطوير نموذج لانج خلال مناقشة الحساب الاقتصادي. يجادل نموذج لانج بأن الاقتصاد الذي يتم فيه تنفيذ جميع الإنتاج من قبل الدولة، حيث توجد آلية سعرية فعالة، له خصائص مماثلة لاقتصاد السوق في ظل المنافسة الكاملة، حيث يحقق كفاءة «برينتو».
وجهة النظر الكلاسيكية الجديدة هي أن هناك نقص في الحوافز، وليس نقص المعلومات في الاقتصاد المخطط. يجادلون أنه في ظل الاقتصاد الاشتراكي المخطط هناك نقص في الحافز للعمل على المعلومات. لذلك، فإن العنصر المفقود الحاسم ليس هو الكثير من المعلومات كما جادلت المدرسة النمساوية، بل هو الدافع للعمل على المعلومات.